# Samtgemeinde Bersenbrück
Samtgemeinde Bersenbrück is een Samtgemeinde in het Landkreis Osnabrück, in de Duitse deelstaat Nedersaksen. De Samtgemeinde heeft een oppervlakte van 255,5 km² en een inwoneraantal van 29.549 (gegevens 31 december 2018). De Samtgemeinde heeft de status van selbständige Gemeinde binnen het Landkreis. Het bestuur zetelt in Bersenbrück.

## Deelnemende gemeenten
1. Alfhausen, met drie bijbehorende dorpen, (4.024 inwoners per 31 december 2020)
2. Ankum, met zeven bijbehorende dorpen, (7.703 inw. per 31 december 2020)
3. Eggermühlen, bestaande uit vijf dorpjes en het kasteel, waar de gemeente naar is genoemd, (1.780 inw. per 31 december 2020)
4. Gehrde, met vier bijbehorende dorpen, (2.542 inw. per 31 december 2020)
5. Kettenkamp, een boerendorp in het Artland, met 1.786 inwoners per 31 december 2020
6. Rieste, met inbegrip van Bieste en het bedevaartoord Kloster Lage, (3.612 inw. per 31 december 2020)
7. Bersenbrück (stad, met vijf bijbehorende dorpen, zetel van het bestuur der Samtgemeinde) (8.722 inw. per 31 december 2020)

Totaal aantal inwoners per 31 december 2020 gehele Samtgemeinde: 30.169.

## Demografie

Bevolkingsontwikkeling 1987-2011

### Gemeentewapens
Gemeentewapens:

Alfhausen
Ankum
Bersenbrück stad
Eggermühlen
Gehrde
Kettenkamp
Rieste

## Ligging, verkeer, vervoer
De Samtgemeinde ligt in een landschappelijk fraaie en afwisselende streek rondom de Ankumer Höhe.
Zuidelijke buurstad is Bramsche, waarvandaan men na bijna 20 km de grote stad Osnabrück bereikt. De deelgemeende Gehrde ligt in het Artland; het gemeentewapen vertoont dan ook het voor Artländer boerderijen typische drakenmotief. Zie voor meer informatie hierover onder Samtgemeinde Artland. Deze gemeente grenst aan de noordkant direct aan Gehrde.

### Wegverkeer
De Bundesstraße 68 Bramsche-Quakenbrück doorsnijdt de Samtgemeinde van zuid naar noord en loopt ook door het stadje Bersenbrück.

### Trein- en busverkeer
De enkelsporige, niet geëlektrificeerde, om haar vele vertragingen sinds  ca. 2015 beruchte spoorlijn Osnabrück-Oldenburg doorsnijdt de Samtgemeinde van zuid naar noord. Het stadje Bersenbrück heeft een station aan deze lijn. Meer zuidelijk heeft ook Alfhausen een station aan deze lijn. Om efficiency-redenen stoppen hier sedert 2000 echter alleen nog goederentreinen. De deelstaat is sinds 2015 met de nationale overheid en met de spoorwegmaatschappijen in onderhandeling, om het dicht bij de toeristische Alfsee gelegen station Alfhausen weer voor reizigersverkeer open te stellen. De uitkomst hiervan laat wellicht nog tot na 2025 op zich wachten.
De spoorlijn Osnabrück - Bramsche- Hesepe bij Bramsche- Vechta - Delmenhorst takt in Hesepe noordoostwaarts van de lijn naar Quakenbrück af. Binnen de gemeente heeft het dorp Rieste een klein station aan deze lijn. Dit station is vrij druk vanwege dagjesmensen uit o.a. Osnabrück, die bij de 1,5 km westelijker gelegen Alfsee willen recreëren.

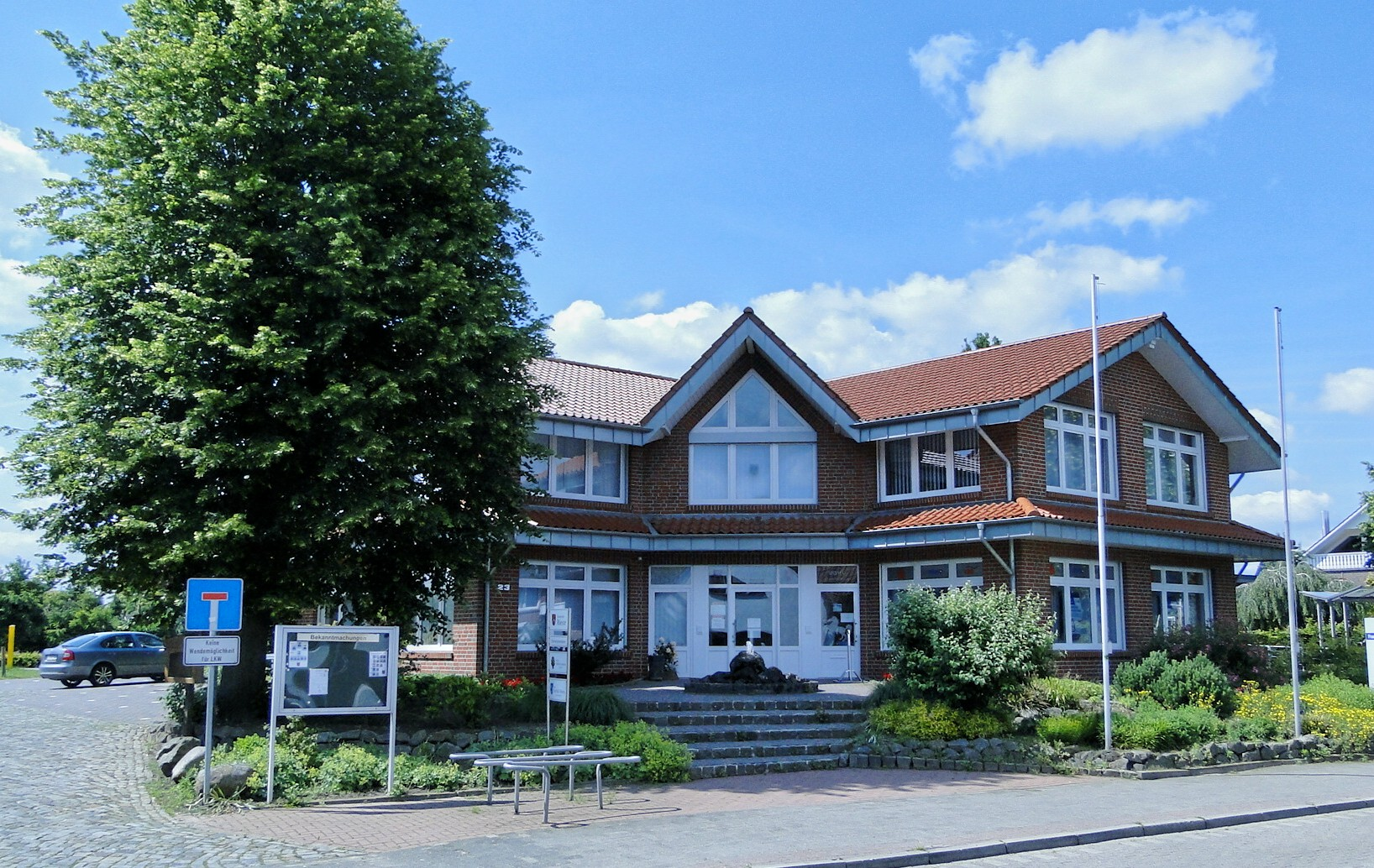
Rieste, gemeentehuis deelgemeente; de achterkant dient als spoorwegstation
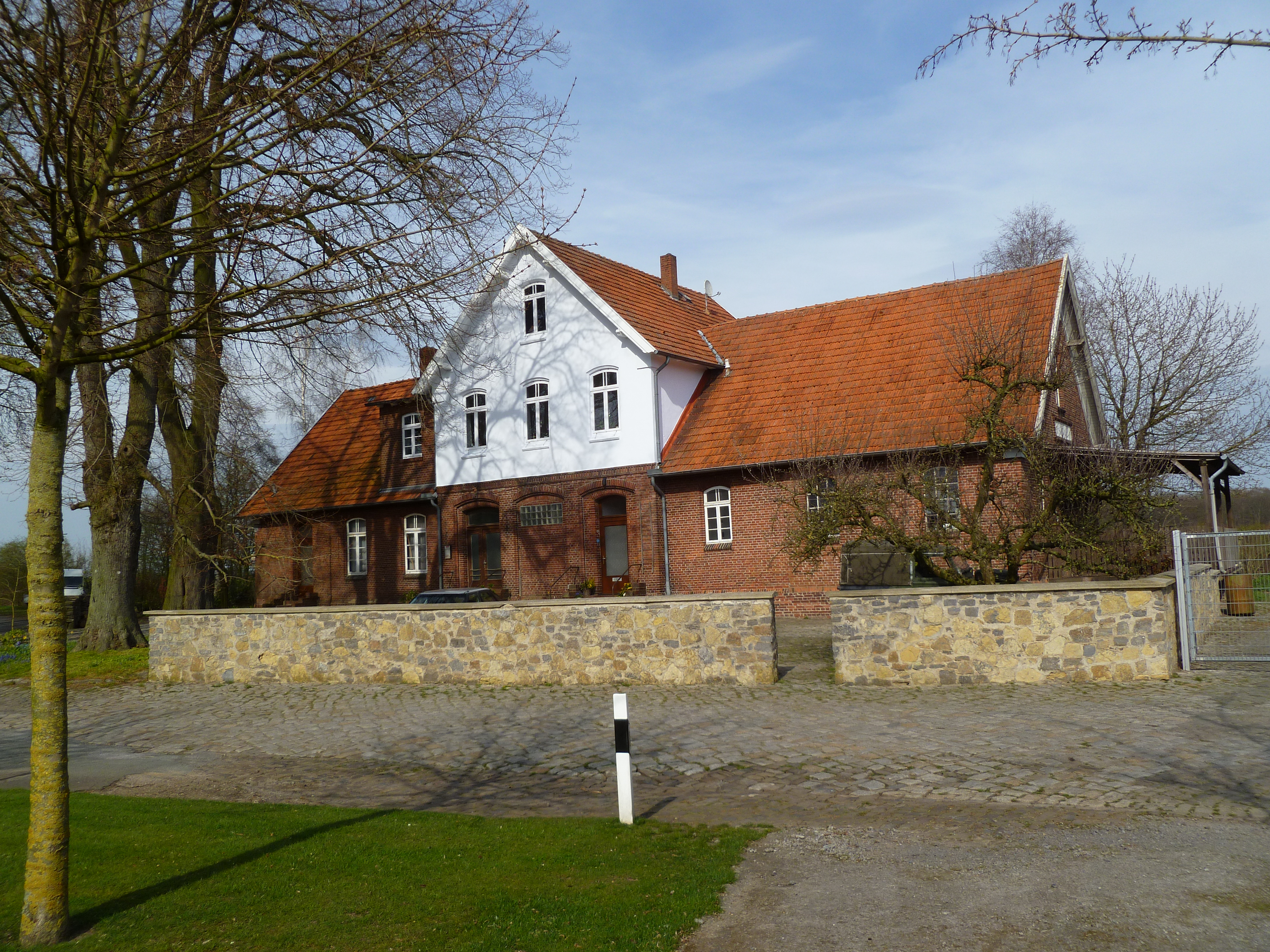
Station Alfhausen

Van Ankum rijdt, in plaats van het in 1962 opgeheven spoorlijntje, waarover railbussen reden, ieder uur een bus naar Station Bersenbrück v.v.. Ook Eggermühlen beschikt over zo'n busverbinding.
Busverkeer is verder beperkt tot scholierenbussen, die in de ochtend- en avondspits naar en vanaf de grotere plaatsen rijden, waar zich middelbare scholen bevinden.

### Waterwegen
Door de deelgemeenten Bersenbrück, Rieste en Alfhausen stroomt de rivier de Hase van zuid naar noord. Deze wordt alleen bevaren door de pleziervaart.

## Economie
Door de aanwezigheid van o.a.  de Alfsee met haar recreatiemogelijkheden is het toerisme een hoofdpijler van de economie in de Samtgemeinde.
Rieste deelt met buurgemeente Neuenkirchen-Vörden een dicht bij afrit 67 van de Autobahn A1 gelegen, tot 4 km2 uit te breiden, bedrijventerrein. De sportartikelenfabrikant Adidas heeft er een, kadastraal in Rieste gelegen, distributiecentrum, waar enige honderden mensen werken. Op ditzelfde industrieterrein staat, eveneens kadastraal te Rieste,  een fabriek van de firma Grimme, die landbouwmachines produceert en veel naar o.a. Nederland en België exporteert. Deze fabriek is organisatorisch één geheel met de 20 km oostelijker staande fabriek te Damme (Duitsland);  er werken op beide locaties samen bijna 1800 mensen. Elektriciteit wordt sedert 2010 ter plaatse opgewekt in een elektriciteitscentrale, die biomassa (houtafval) als brandstof heeft.
In het midden- en kleinbedrijf valt buiten het industrieterrein van Bersenbrück-stad, waar ook enige grote concerns kleine nevenvestigingen hebben, het grote aantal meubelmakerijen en -fabriekjes op.
In de landbouw valt het grote aandeel van de pluimveefokkerij op.
Het stadje Bersenbrück is een streekcentrum met o.a. een Amtsgericht.

## Geschiedenis
Op diverse plaatsen in de gehele Samtgemeinde hebben in de Jonge Steentijd mensen van de Trechterbekercultuur (3500-2800 v.C.) gewoond, hetgeen o.a. uit de aanwezigheid van talrijke megalietmonumenten blijkt. De Straße der Megalithkultur loopt dan ook door de gemeente.
De plaatsen in de Samtgemeinde Bersenbrück zijn doorgaans vanaf de 10e eeuw terug te vinden in kerkelijke oorkondes. De huidige gemeente lag vanaf de middeleeuwen tot 1803 voortdurend in een betwist grensgebied tussen enerzijds het Graafschap Ravensberg en  het Graafschap Oldenburg en anderzijds de prinsbisdommen van Prinsbisdom Osnabrück en Prinsbisdom Münster. Deze laatsten hadden het vaakst de macht in handen. Hierdoor bleef het effect van de Reformatie in de 16e eeuw beperkt. Meer dan twee derde van de christenen in de gemeente is anno 2019 rooms-katholiek, en deze gezindte drukt nog steeds een stempel op de Samtgemeinde Bersenbrück. Uitzondering is het overwegend evangelisch-lutherse Gehrde.
Op 16 en 17 augustus 1974 werden o.a. Gehrde, Alfhausen en het aangrenzende Holdorf getroffen door een uitzonderlijk, acht uur durend, noodweer met zwaar onweer en hagelstenen tot 10 cm. doorsnee, die soms daken doorboorden. De daarop volgende extreem zware regenval veroorzaakte daarop nog grotere schade. Gelukkig waren er geen doden te betreuren.

### Alfhausen
Op 3 september 1770 werd Alfhausen getroffen door een aardbeving. Volgens wetenschappelijke studies uit 1970 en 1992 was dit wellicht de zwaarste beving uit de geschiedenis van Noord-Duitsland, met een intensiteit VII op de Medvedev-Sponheuer-Karnik-schaal. Over eventuele slachtoffers en de omvang van de schade is weinig concreets overgeleverd.  Alfhausen ligt op een geologisch betrekkelijk instabiel punt, waar diepe zout- en andere aardlagen af en toe in beweging geraken (halokinese).
Een grote brand, waarbij een dode viel en  veel schade ontstond, was er in 1775.
In de Tweede Wereldoorlog vielen er enige doden en was er oorlogsschade door gevechten (april 1945) tussen oprukkende geallieerde en terugtrekkende Duitse troepen.

### Ankum
Op de plaats waar Ankum ligt, is een grafveld uit de Bronstijd ontdekt. Een nauwkeurige datering hiervan is nog niet mogelijk gebleken.
Ankum ontstond rondom de nu als Artländer Dom bekend staande St.-Nicolaaskerk. Het was tot de 14e eeuw in ontwikkeling en zou waarschijnlijk tot een stad uitgegroeid zijn, als de bisschop in 1335 niet gekozen had voor een nederzetting te Fürstenau. Daarna bleef Ankum een katholiek dorp. In de 18e eeuw was er nog enige textielnijverheid; Ankum was een regionale marktplaats voor textielproducten.

### Bersenbrück-stad
In 1221 werd Bersinbrugge voor het eerst in een document vermeld. De plaats is echter vermoedelijk  minstens twee eeuwen ouder. Graaf Otto van Ravensberg stichtte in 1231 een nonnenklooster voor de cisterciënzer orde. De graaf had daarvoor vooral politieke redenen. Een conflict met Graafschap Tecklenburg, of eigen machtsuitbreiding, kan een rol hebben gespeeld. Het cisterciënzerinnenklooster bestond van  1231 tot 1787. Voor de kloosterpoort ontwikkelde zich een dorp.  Na 1787 werden de kloostergebouwen vooral als kantoren voor de wereldlijke bestuurders gebruikt. De bovenetage van het (nog bestaande) poorthuis diende als gevangenis. Zo zetelde er van 1885 tot 1972 de Landkreis Bersenbrück, die bij de bestuurlijke herindeling werd vervangen door de huidige Samtgemeinde. Bersenbrück kreeg van de regering in 1956 het recht, zich stad te noemen.

## Bezienswaardigheden, toerisme, recreatie

### Hunebedden e.d.
- 1. Grafveld Giersfeld, Westerholte bij Ankum, Sprockhoff-Nr. 891 t/m 895, onderdeel van de Straße der Megalithkultur
- 2. Großsteingrab Restrup, Sprockhoff-Nr. 886, tussen Restrup en Döthen, deelgem. Eggermühlen

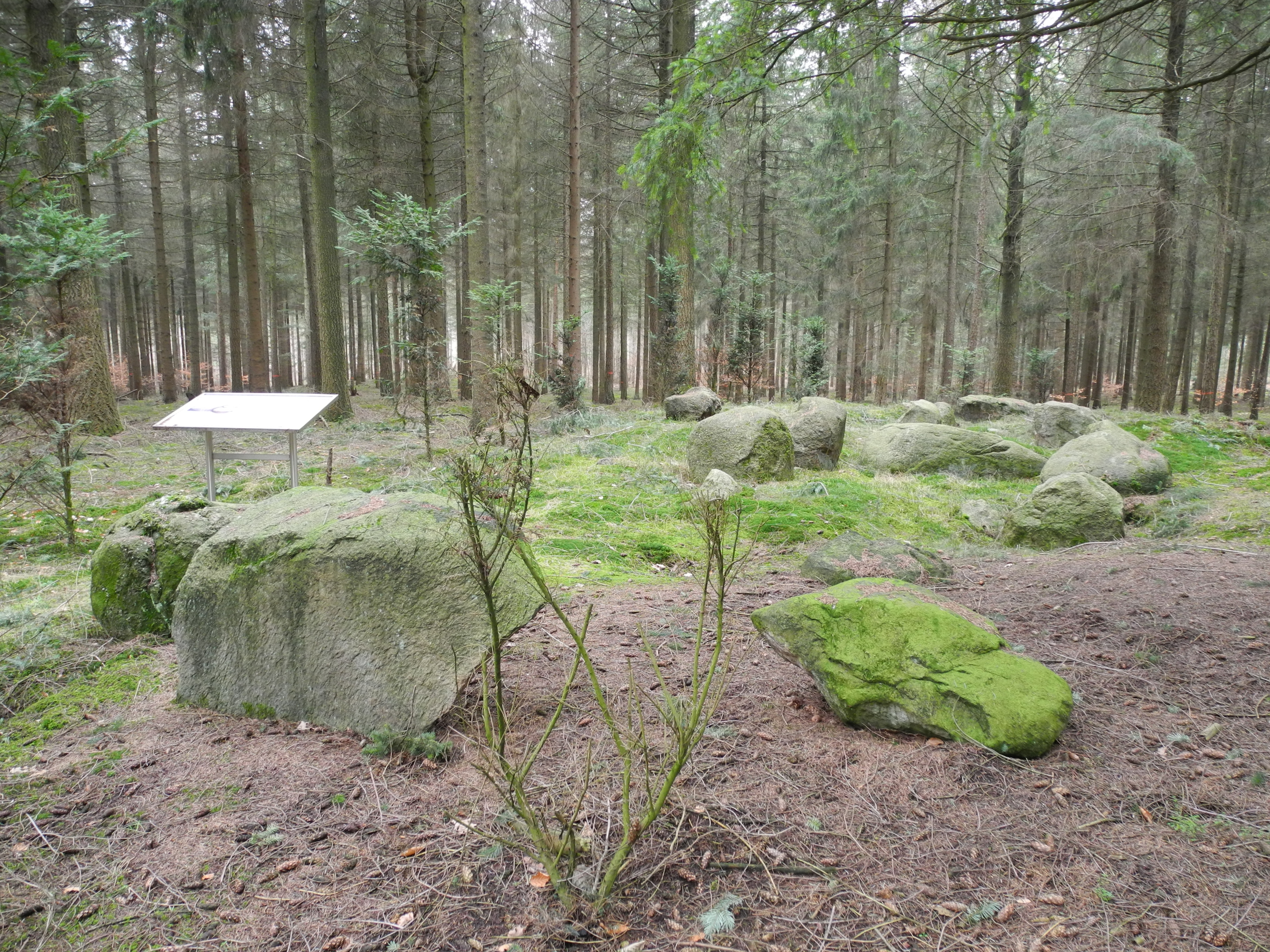
(1) Reinecke
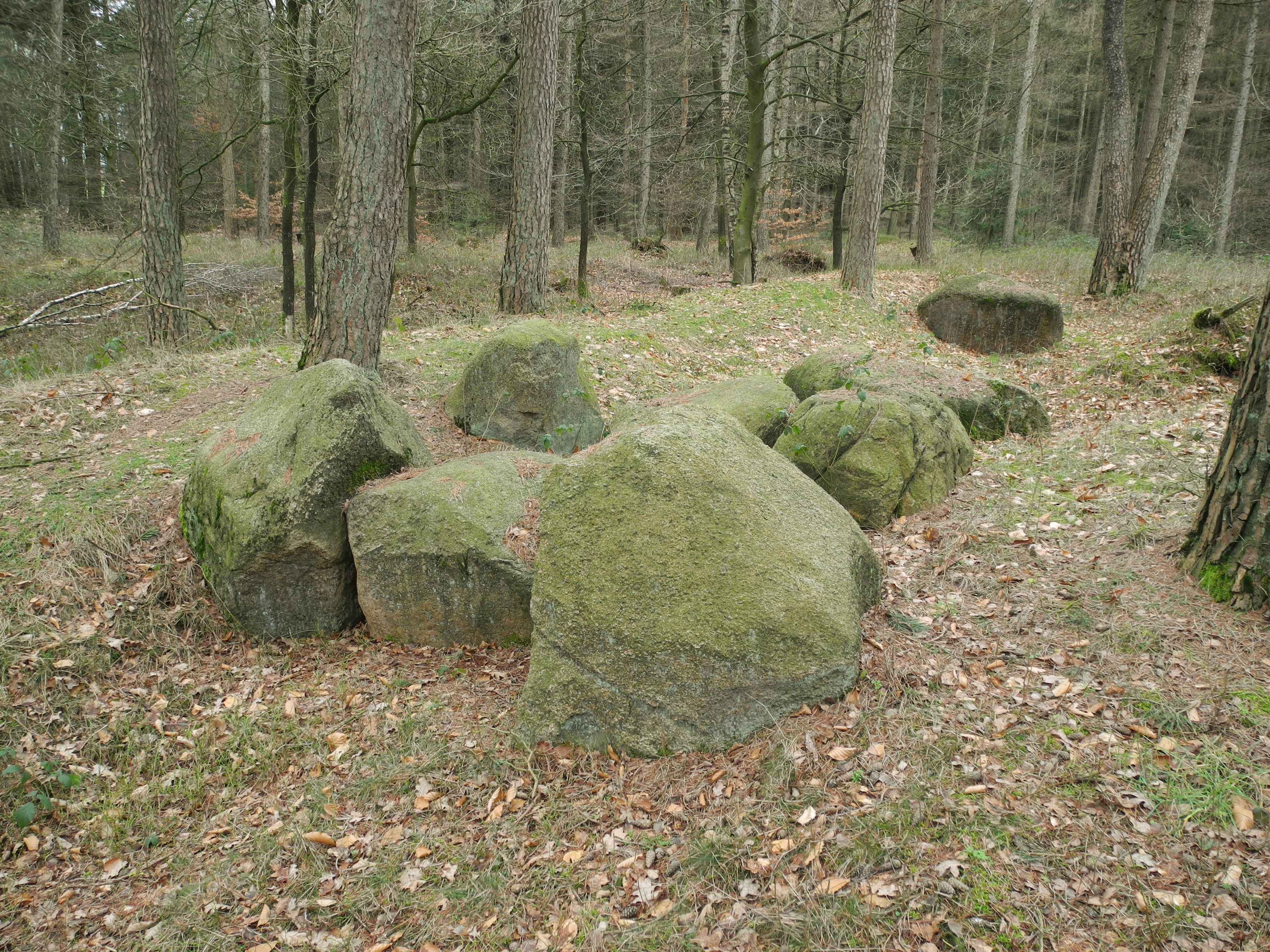
(1) Meyer
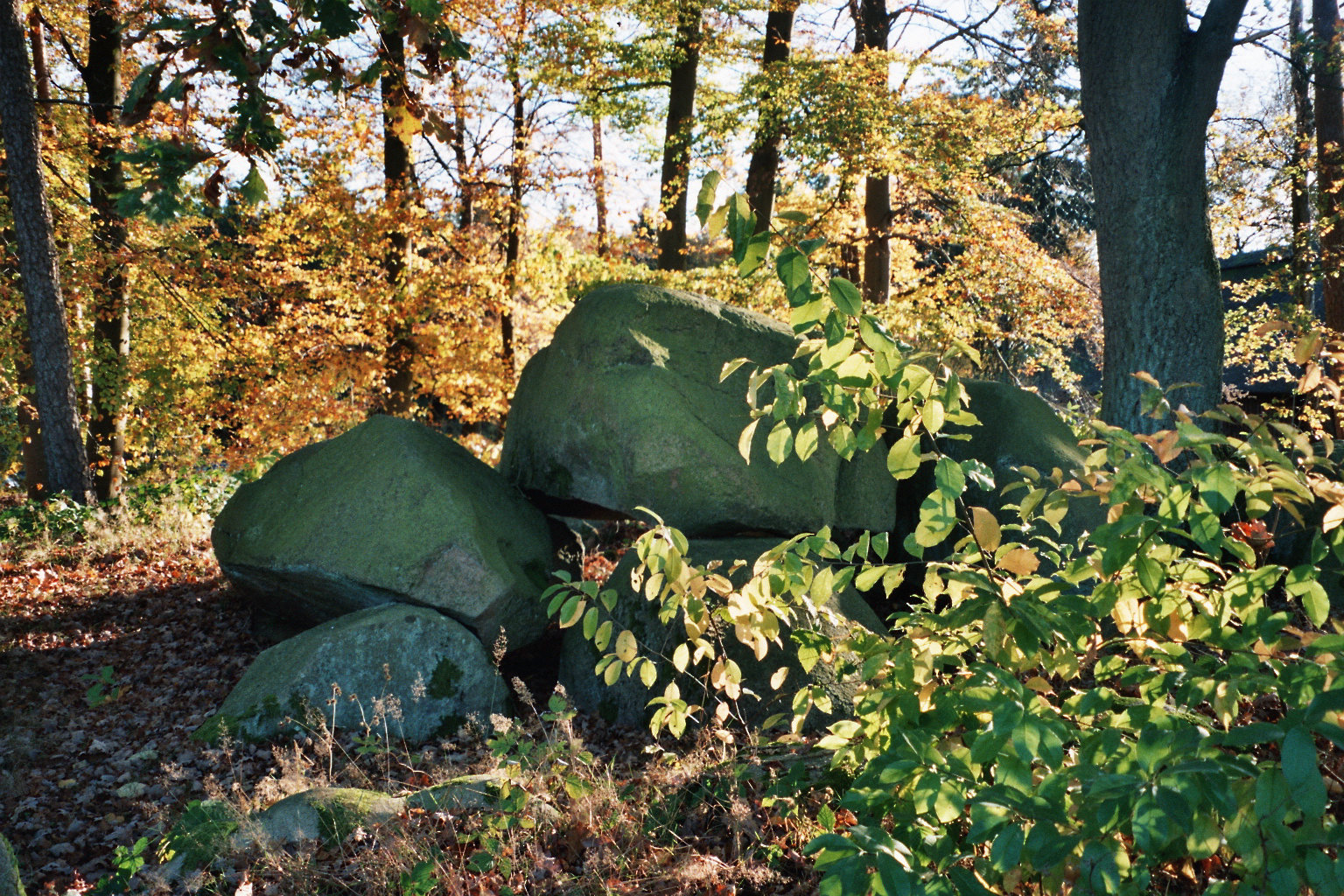
(1) Grumfeld West
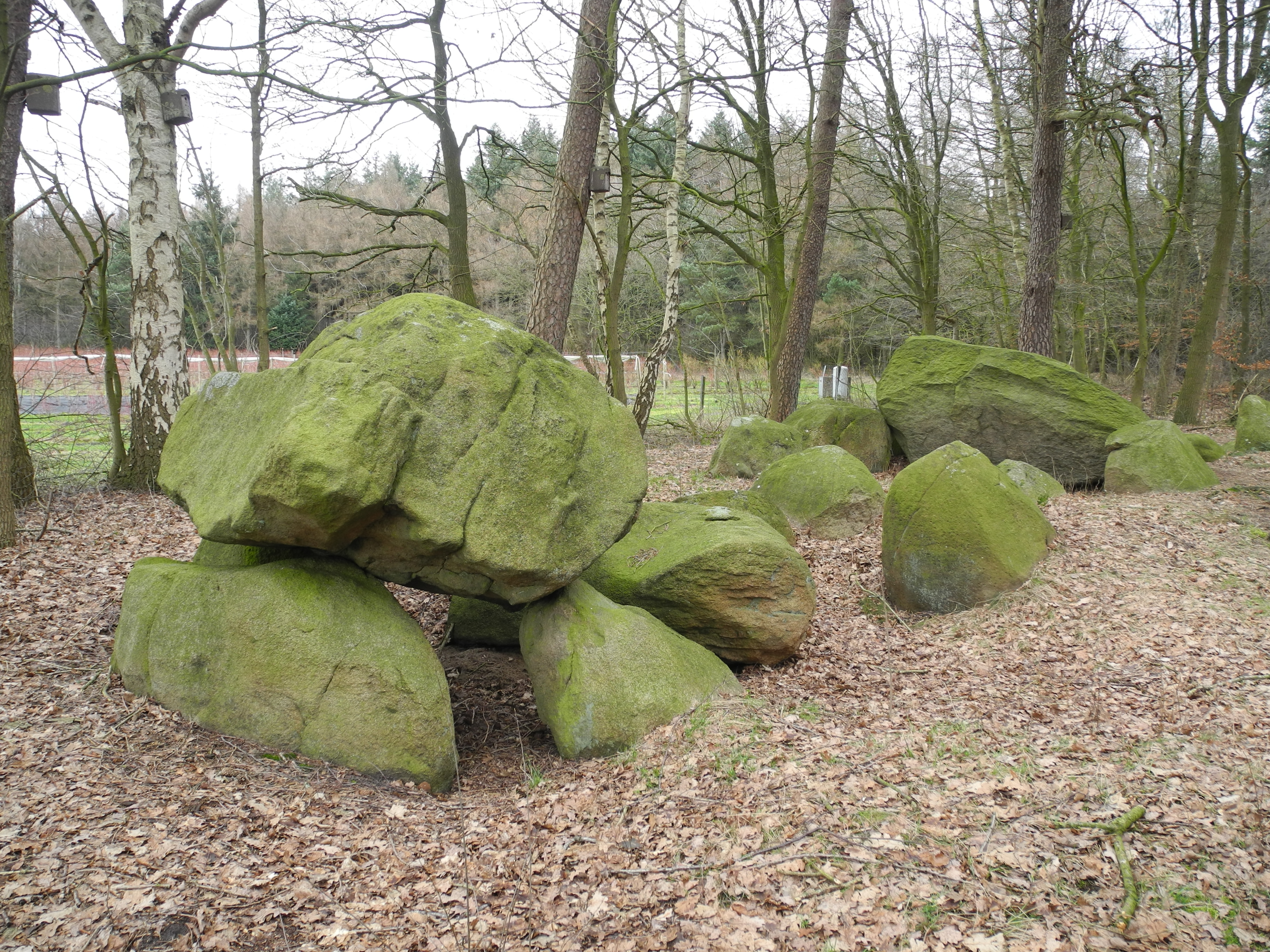
(1) Rickelmann I
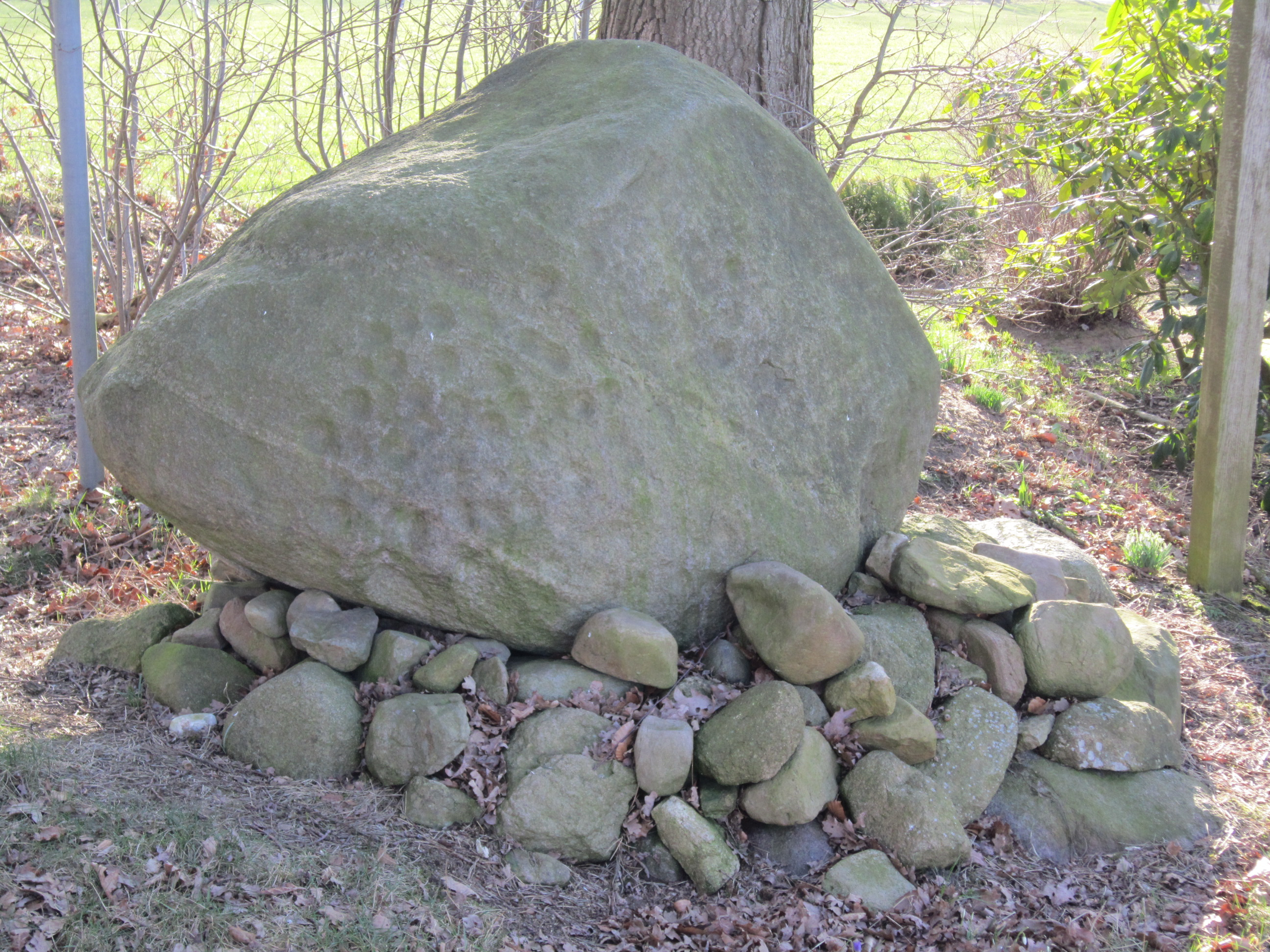
(2) De Näpfchenstein „Teufelsstein“ (een napjessteen)
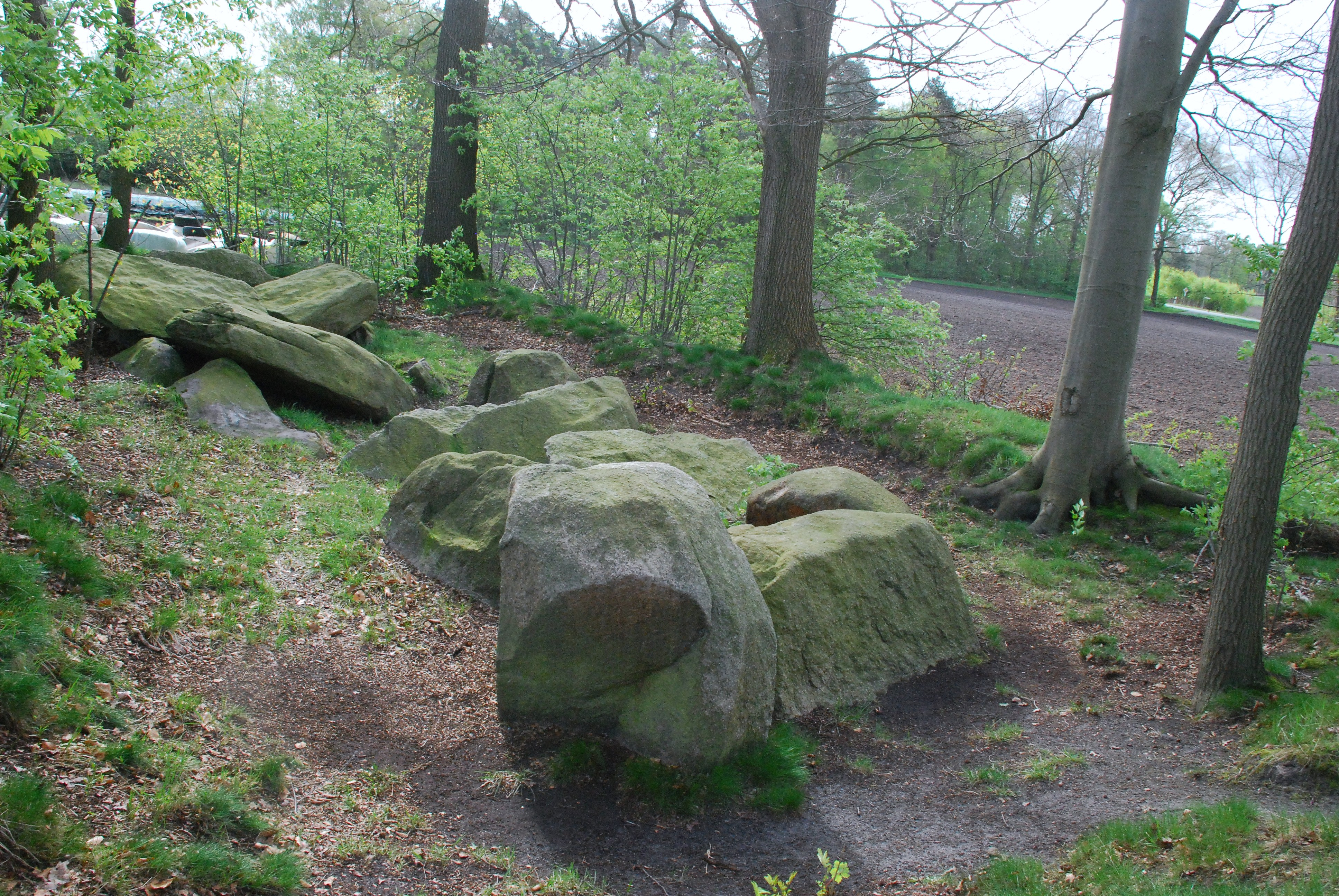
Großsteingrab Restrup

### Alfsee
De Alfsee is oorspronkelijk een in 1983 voltooid 2,2 km2 groot stuwmeer ten oosten van Alfhausen, direct ten oosten van de spoorlijn Bramsche-Quakenbrück. Het meer dient in de eerste plaats de waterregulering in geval van hoogwater. Het wordt gevoed uit een daartoe aangelegd afwateringskanaal van de rivier de Hase, die berucht is vanwege haar onregelmatig debiet en in het stroomafwaarts gelegen Artland vaak buiten haar oevers kan treden. Bij de Alfsee is een tweede meertje van 400 × 300 meter, de Dubbelau See, aangelegd, speciaal voor de waterrecreatie. Nog twee andere meertjes dienen alleen voor het regelen van de waterhuishouding. De Alfsee was aanvankelijk vrij bevaarbaar, ook voor motorboten. Toen bleek, dat zich langs het meer steeds meer zeldzame, beschermde vogelsoorten gingen vestigen, werd tussen 1990 en 2018 de watersport steeds verder beperkt tot de kleine Dubbelau See.
Faciliteiten:
- strand met zwem- en waterski-mogelijkheden
- camping
- hotel
- jeugdherberg met meer dan 150 bedden
- enige kleine pretparken voor gezinnen met kinderen van 3-11 jaar
- Arche-Hof, dat is een soort kinderboerderij, maar dan vooral gericht op het terugfokken van oude huisdier-, pluimvee- en kleinveerassen
- hengelen, vooral op zeelt, voor vergunninghouders toegestaan
- kartbaan
- enige snackbars en restaurants

Panorama Alfsee
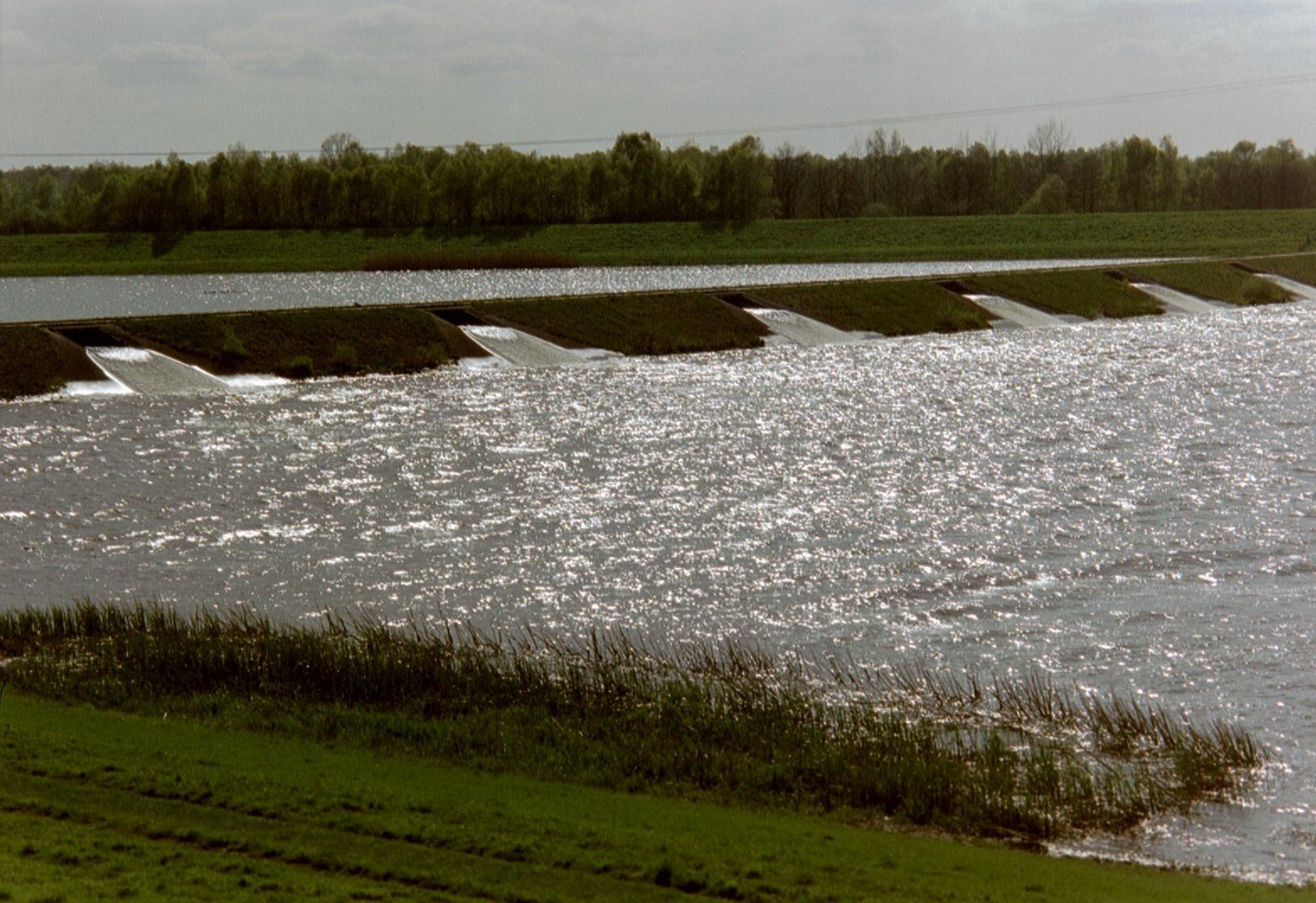
Alfhausen, de Alfsee
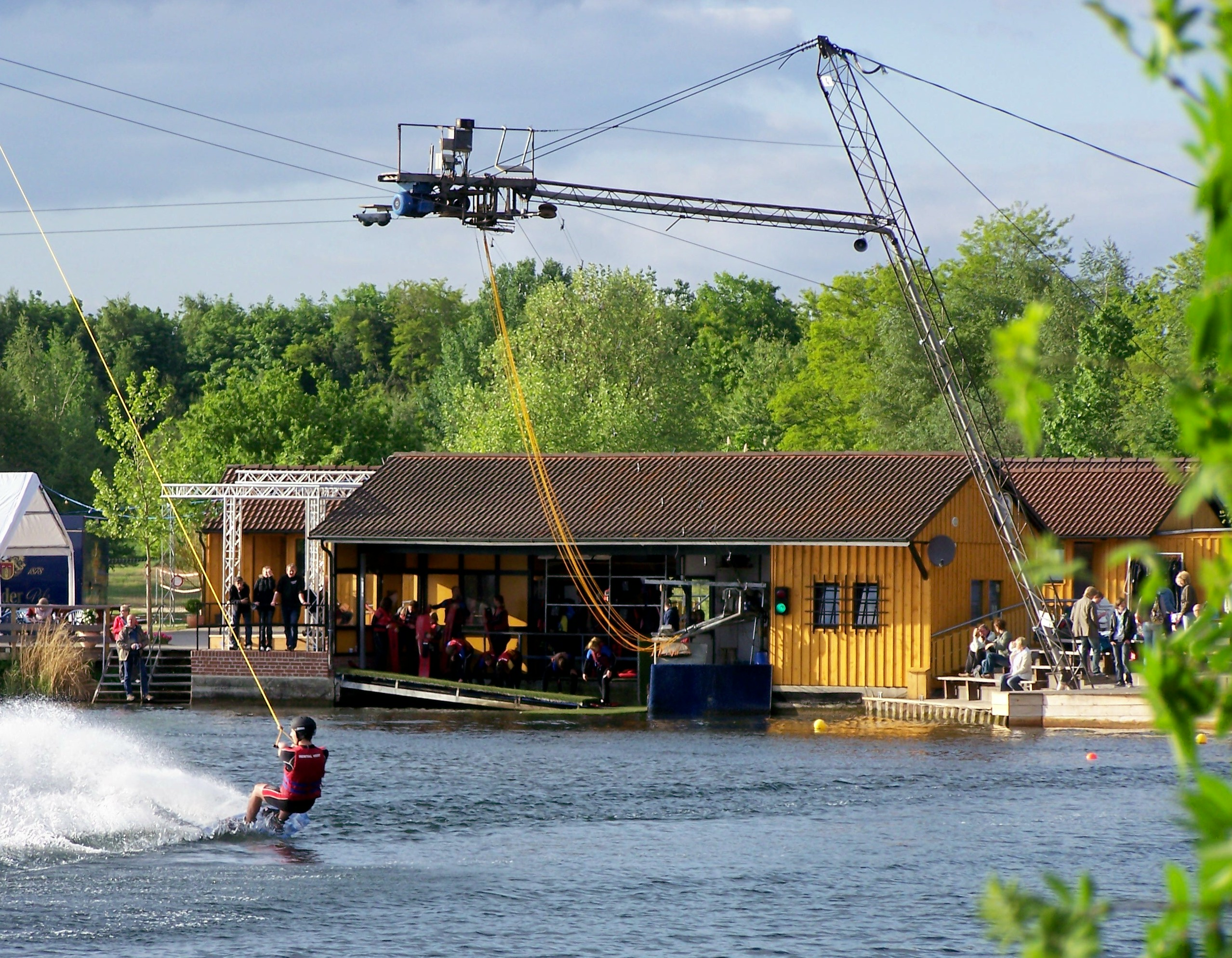
Waterskiërs op de Dubbelausee bij de Alfsee

### Klooster (v.m. commanderij) Lage bij Rieste
Het Klooster Lage ten noordoosten van Rieste was vanaf de stichting in de 14e eeuw een commanderij van de Orde van Malta. Na de Dertigjarige Oorlog (1618-1648) waarin het - bij de Reformatie katholiek gebleven - complex was verwoest, volgde nieuwbouw, waarbij het thans nog bestaande gebouw ontstond, dat veel lijkt op een kasteeltje: zo werd het met een slotgracht omgeven, en werd een fraaie ridderzaal ingericht. Het gebouw had daarna wisselende bestemmingen; het diende zelfs enige tijd als hotel-restaurant.
In 1999 kocht de bisschop van Osnabrück het gebouw en schonk het aan de kloosterorde der dominicanen, die het thans als nonnenklooster gebruikt.
De 15e-eeuwse bij de commanderij behorende, in gotische stijl gebouwde, rooms-katholieke Johannes-de-Doperkerk behoort tot de belangrijkste kerkelijke cultuurmonumenten van de wijde omtrek. Het is bovendien een bedevaartkerk. Tot de inventaris behoort namelijk een in 1315 door de toenmalige bisschop van Osnabrück gewijd crucifix, waar talrijke relieken van uiteenlopende herkomst aan zijn bevestigd. Het levensgrote kruis is van eikenhout en weegt 134 kilogram. Bij processies wordt het kruis door de gelovigen om de kerk heen gedragen, waarbij gebeden voor de zieken en stervenden worden gezegd.
In september, op de dag van Kruisverheffing of de zondag daarna, pleegt de bisschop van Osnabrück of een van zijn naaste medewerkers een pontificale mis op te dragen, waarna een processie (zie boven) plaatsvindt en de aanwezige zieken door de aanwezige geestelijken worden gezegend.

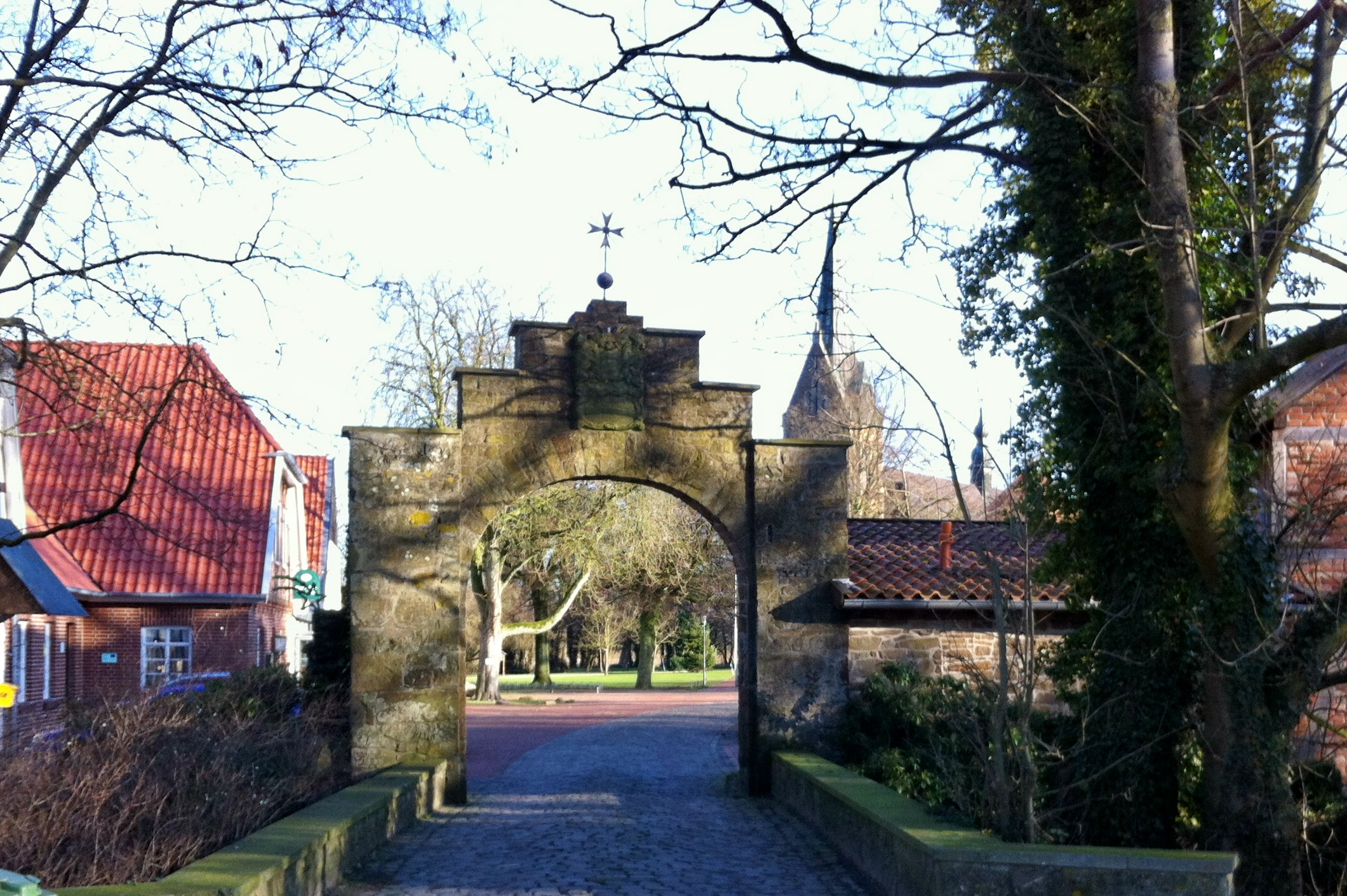
Lager Poort, te zien op het wapen van Rieste; de poort geeft toegang tot de voormalige commanderij
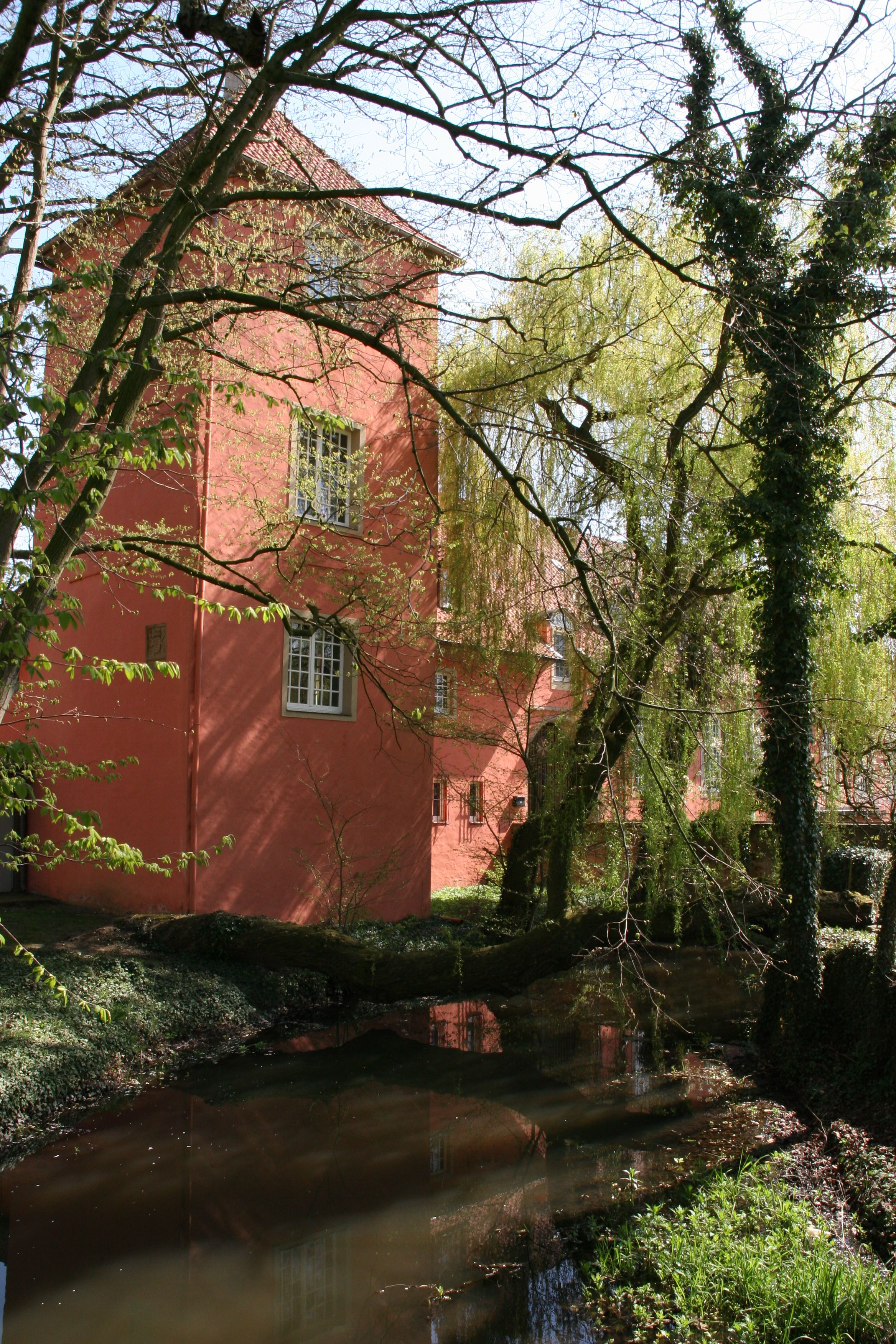
Kloostergebouw vanuit het noordwesten gezien
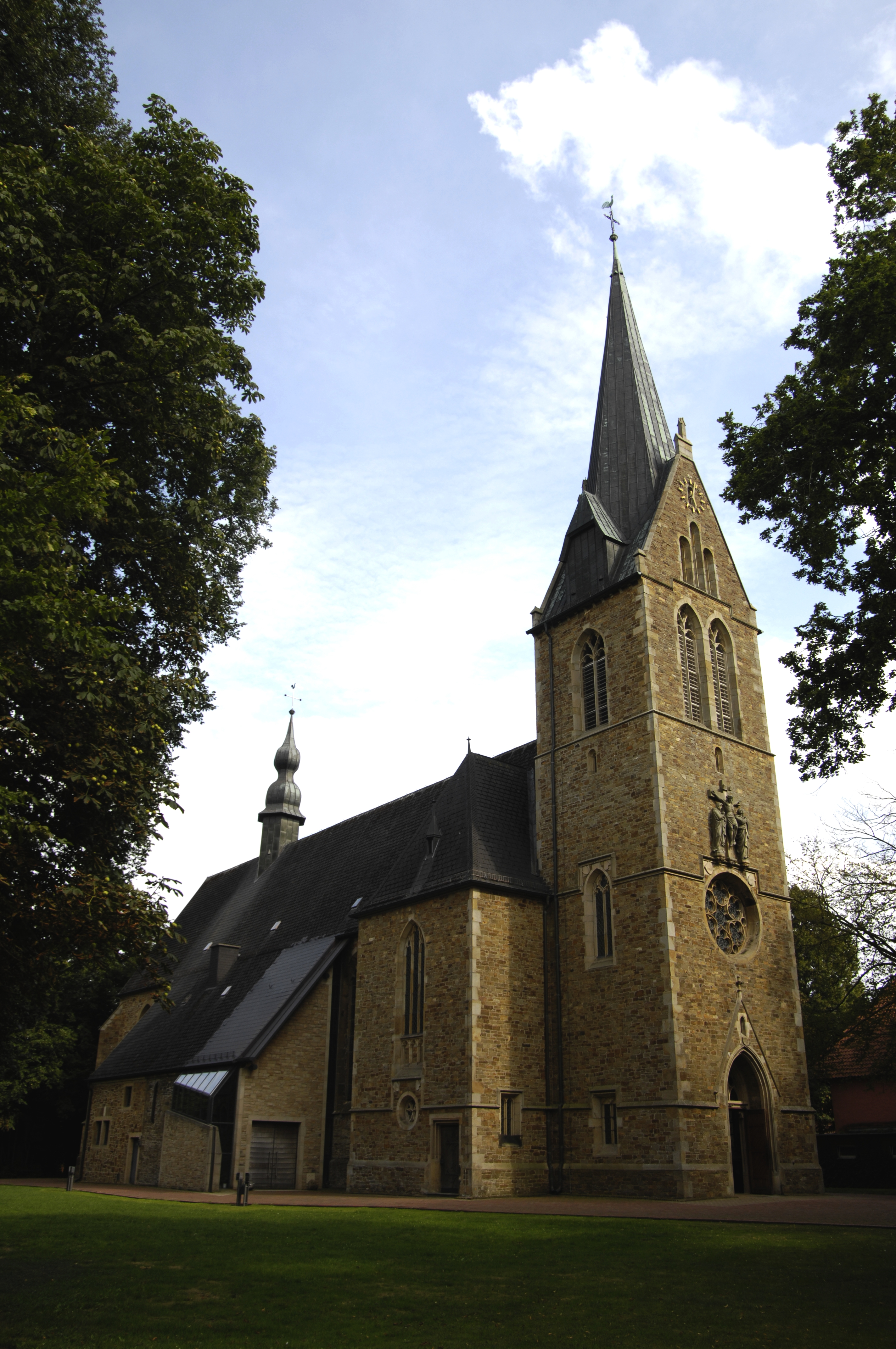
R.K. parochie- en bedevaartkerk H. Johannes de Doper
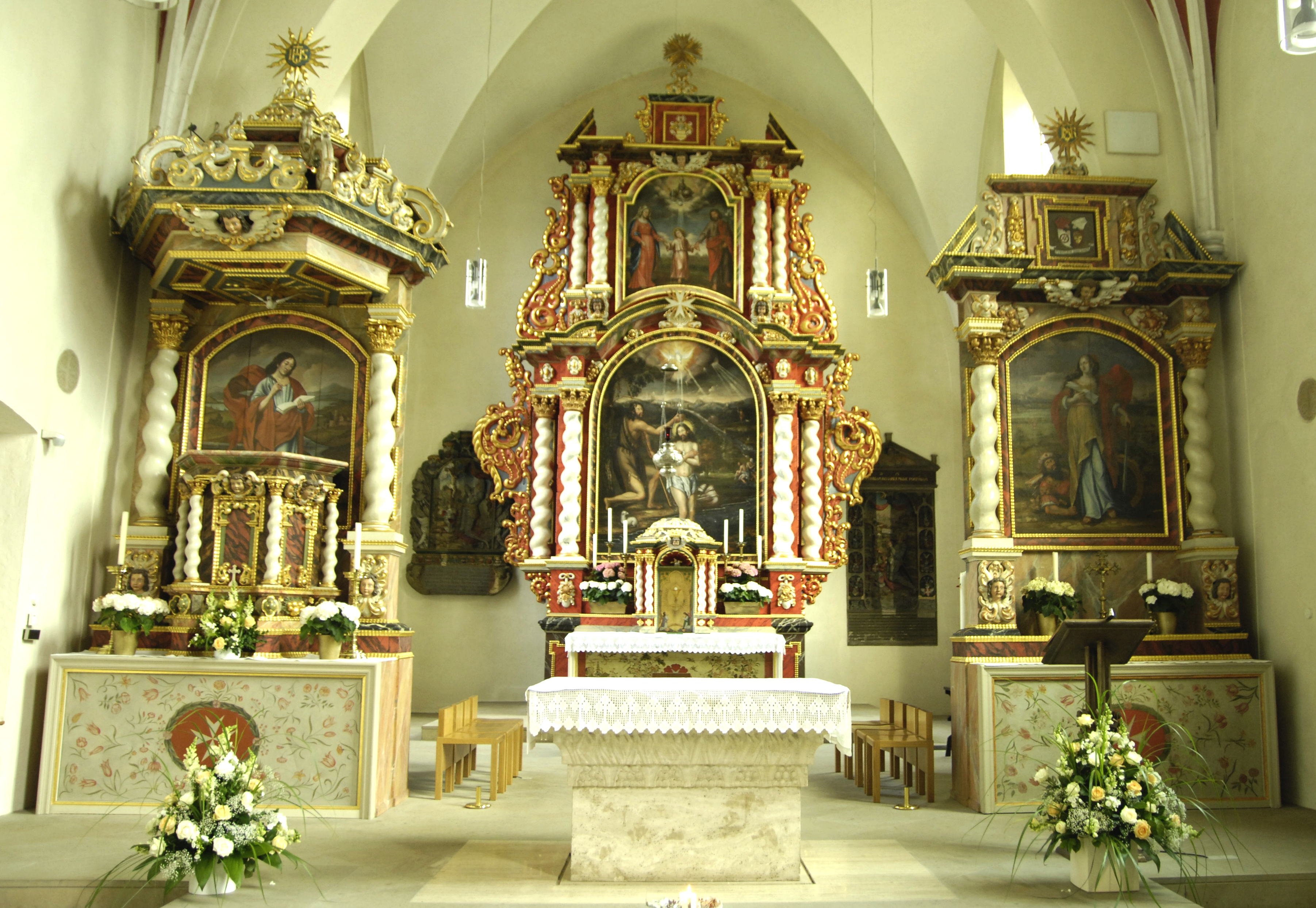
Het barokke altaar in deze kerk

### Overige
- De rooms-katholieke St.-Nicolaaskerk te Ankum, vanwege zijn massieve voorkomen bijgenaamd "Artländer Dom",  werd in de 12e eeuw op de plaats van een voorganger uit de tijd van Karel de Grote gebouwd. De kerk, op een heuveltje gelegen, was, evenals de St. Johanneskerk in Alfhausen,  oorspronkelijk ommuurd en vormde zo,een zgn. Kirchenburg. In 1514 werd de kerk vervangen door een nieuw exemplaar, en toen ontstond ook de 79 m hoge toren. In 1892 brandde de kerk na blikseminslag geheel af. In 1896 was de bouw van de huidige kerk voltooid. De restanten van de ommuring zijn toen gesloopt.
- De laatgotische evangelisch-lutherse St. Christoffelkerk in Gehrde
- De gotische 13e-eeuwse St. Johanneskerk in de dorpskern van Alfhausen
- Schilderachtige oude huizen: o.a. in Alfhausen, bij de kerk (Kirchhöfnerei)
- De voormalige refter van het klooster Bersenbrück herbergt een tamelijk uitgebreid streekmuseum.
- Hier dichtbij staat de 12e-eeuwse rooms-katholieke St. Vincentiuskerk. Deze is gebouwd in een overgangsstijl tussen romaans en gotisch.
- Bij het klooster van Bersenbrück begint het Stadtwald, een vochtig, waterrijk bos langs de Hase waar men een aardige, met informatiepanelen gemarkeerde, wandeling kan maken.
- Kasteel Eggermühlen, met de 1 km verderop gelegen, nog maalvaardige watermolen, wordt door de baron, die het met zijn familie bewoont, geëxploiteerd als boerderij met vakantiehuisjes en andere vakantiemogelijkheden (Ferien auf dem Bauernhof). Het kasteel ligt fraai op de Ankumer Höhe.
- De fraaie, deels beboste heuvelrug Ankumer Höhe met veel wandel- en fietsmogelijkheden
- De gemeente bevordert de recreatieve kanosport op de rivier de Hase.
- Sinds 2019 rijdt 1 x per maand op zondag een toeristisch treintje vier keer vanaf station Ankum via Bersenbrück, Alfhausen en Bramsche naar Osnabrück Hauptbahnhof v.v.

## Afbeeldingen

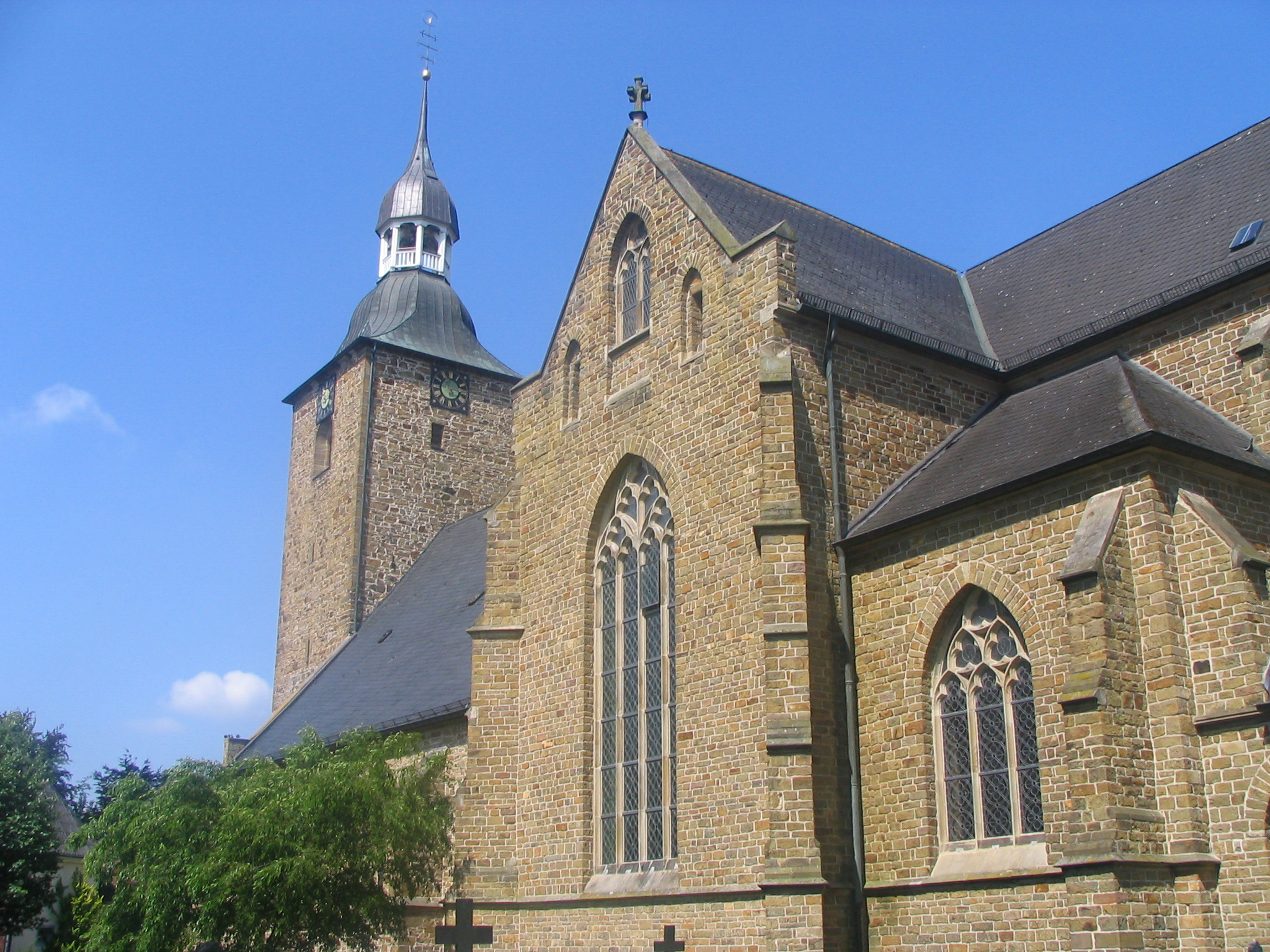
Gotische 13e-eeuwse St. Johanneskerk Alfhausen
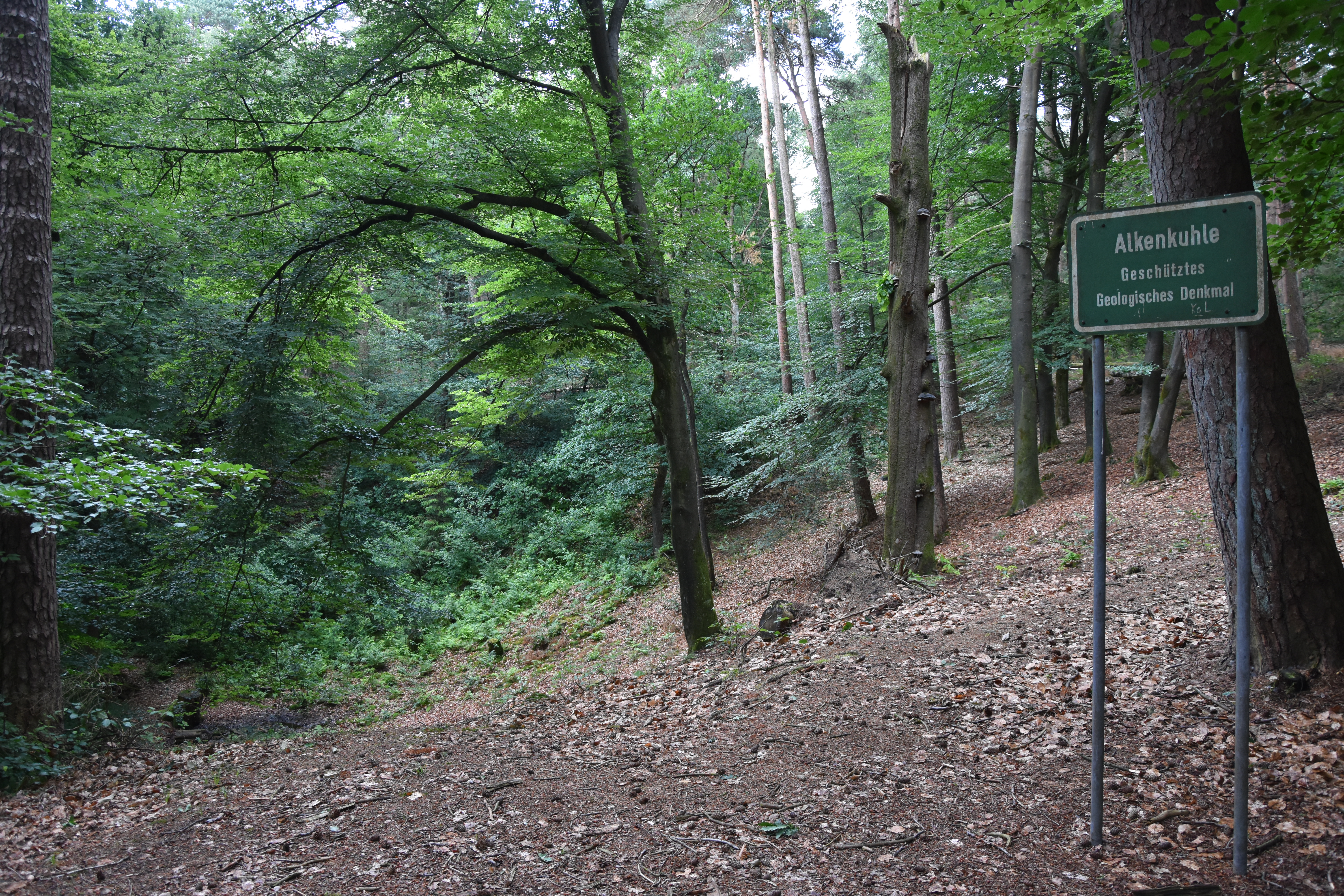
De Alkenkuhle in het bos bij Alfhausen
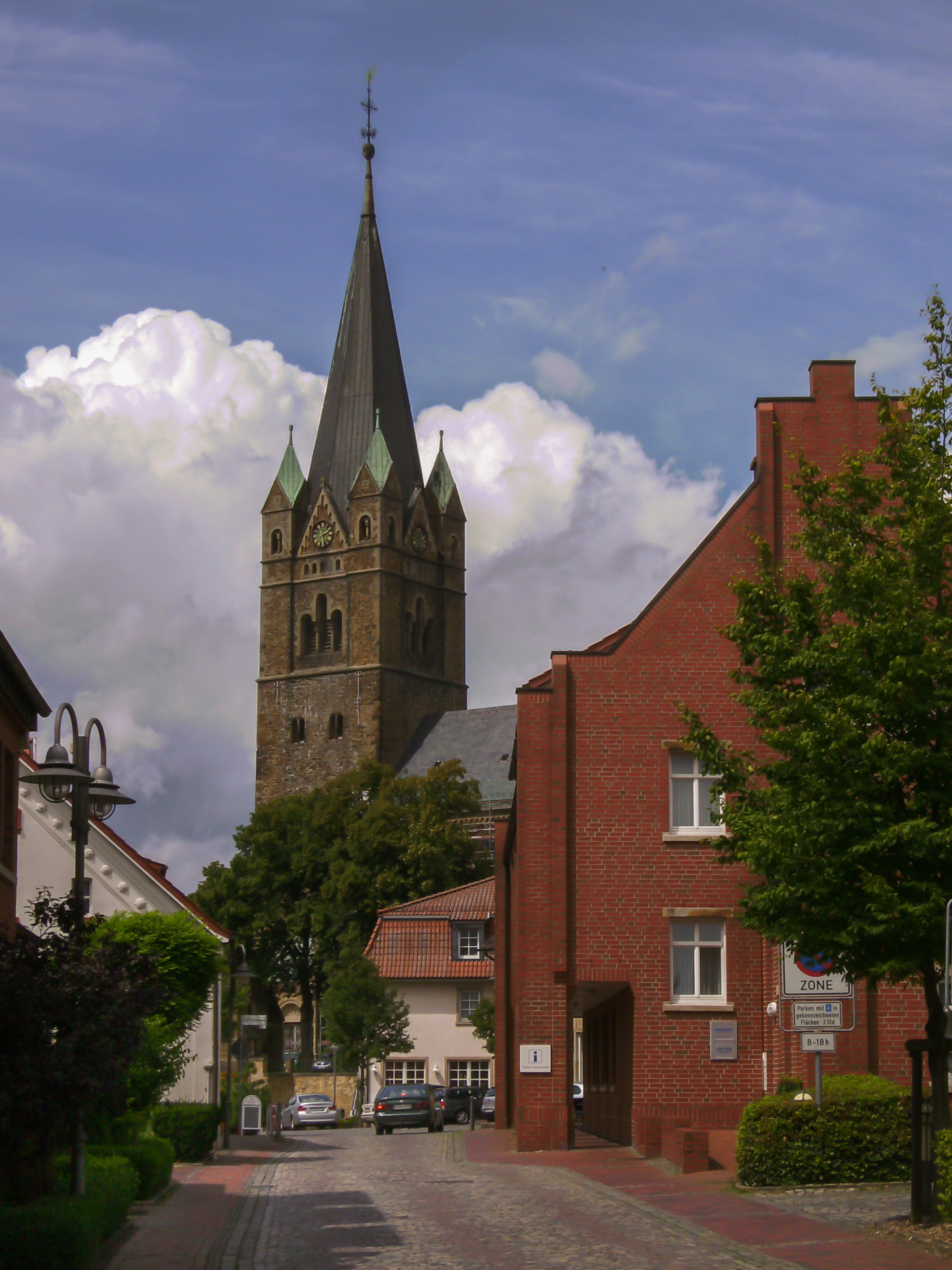
Ankum, Artländer Dom
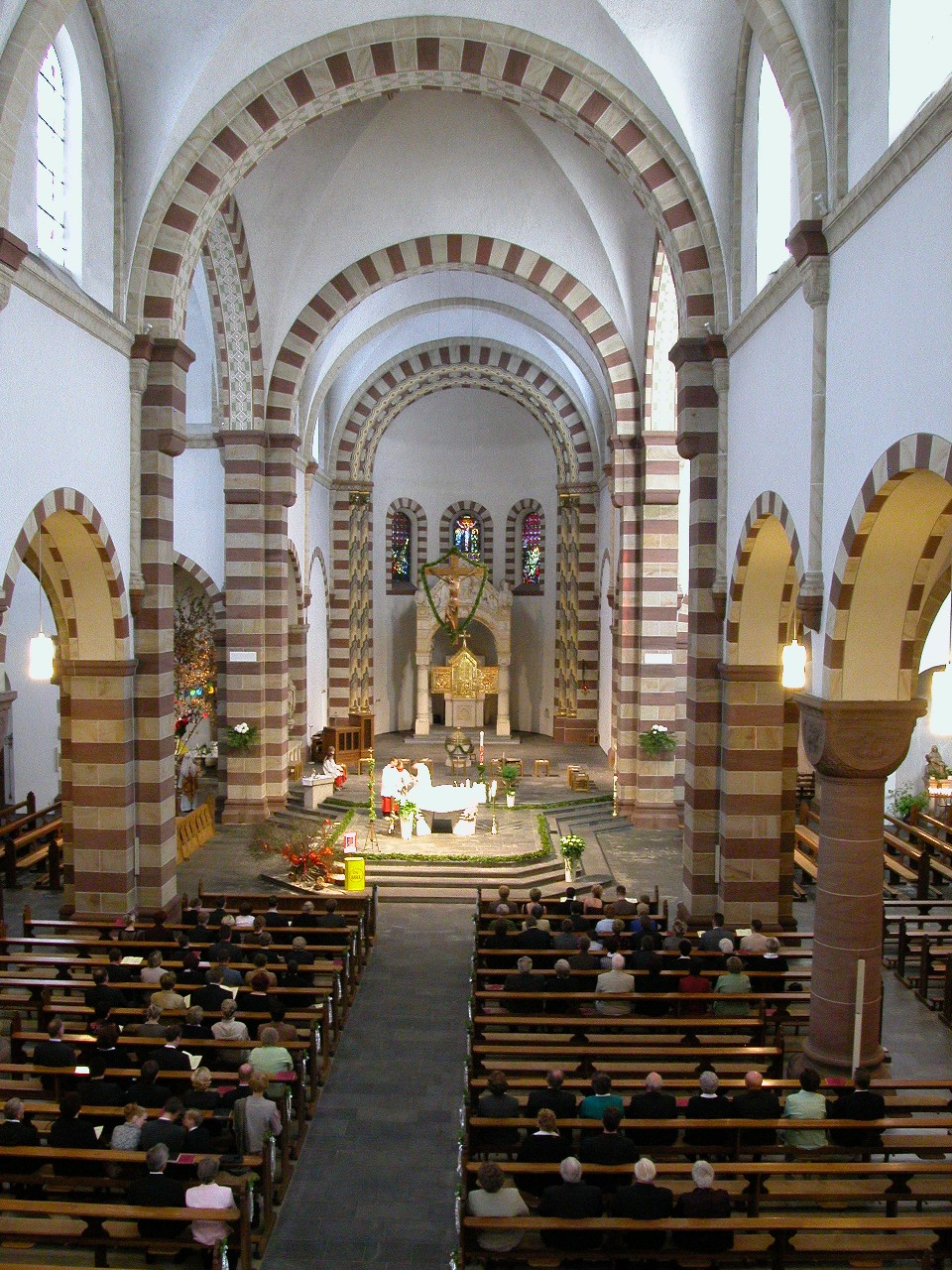
Interieur van de Artländer Dom
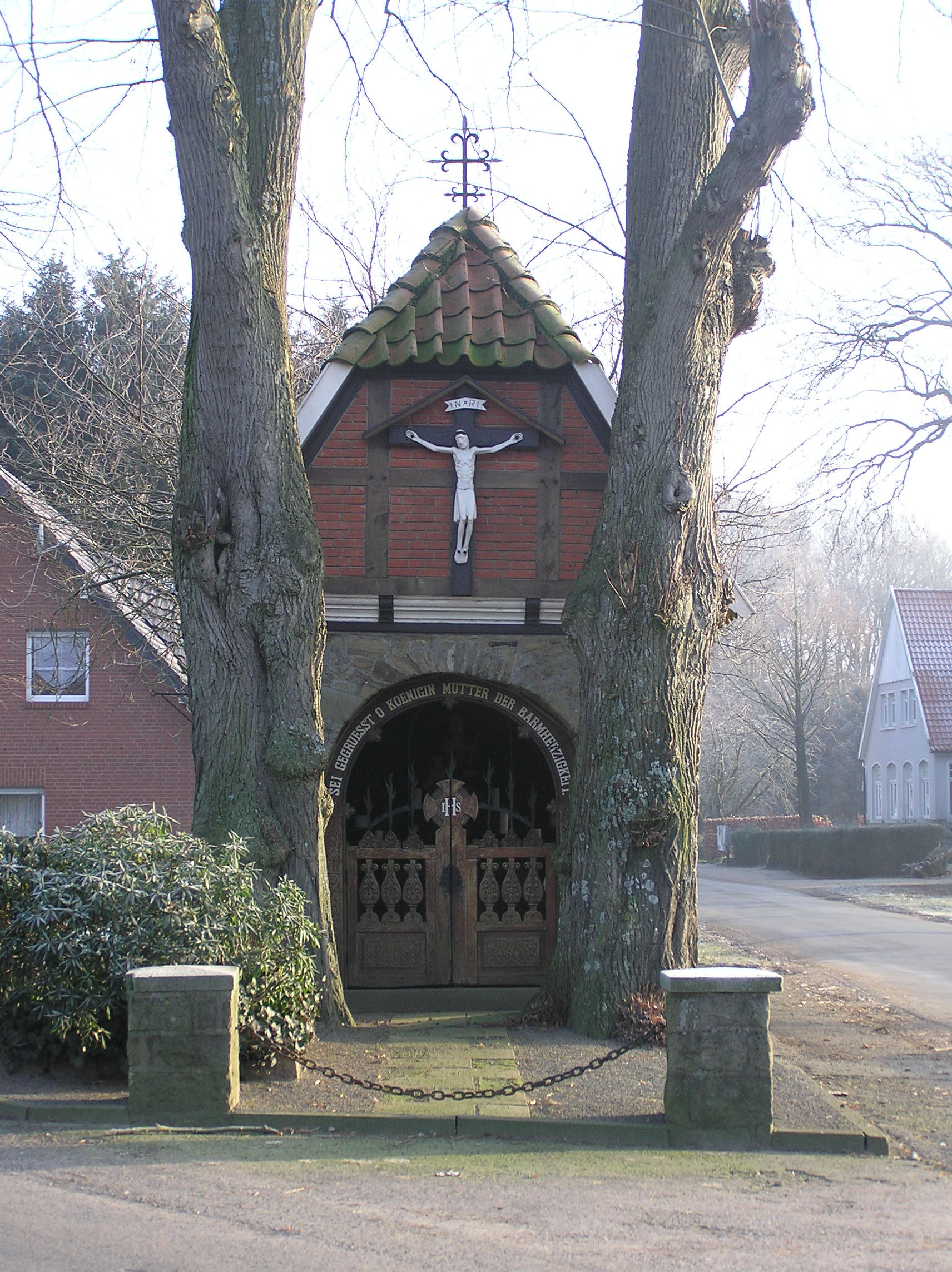
Heeke, 2 km  ten N van Alfhausen, Maria-bedevaartkapel Heeker Klause (herbouwd in 1818)
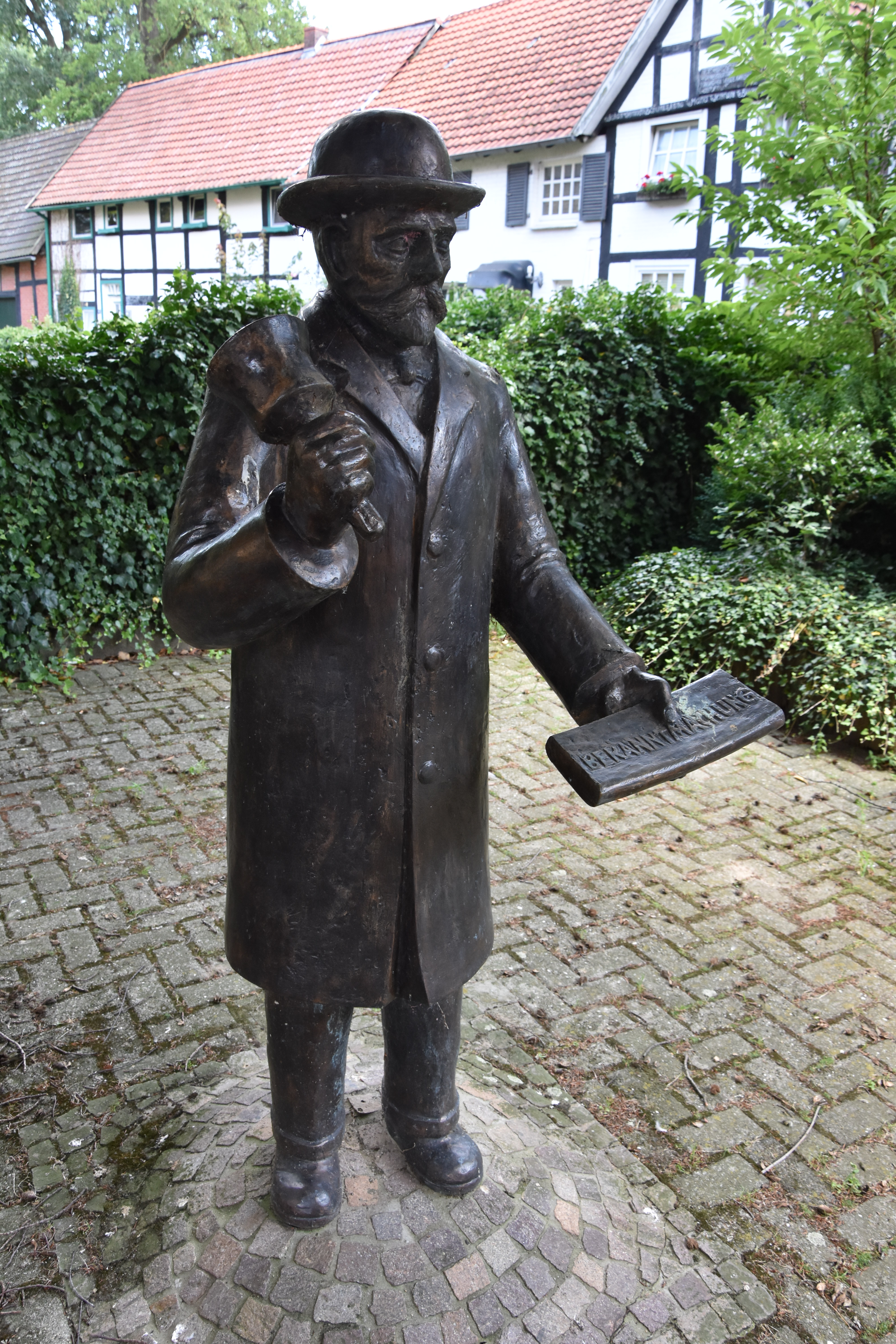
Alfhausen, beeld van Hermann Auf der Heide (1932-2006) De Dorpsomroeper. Op de achtergrond de Kirchhöfnerei
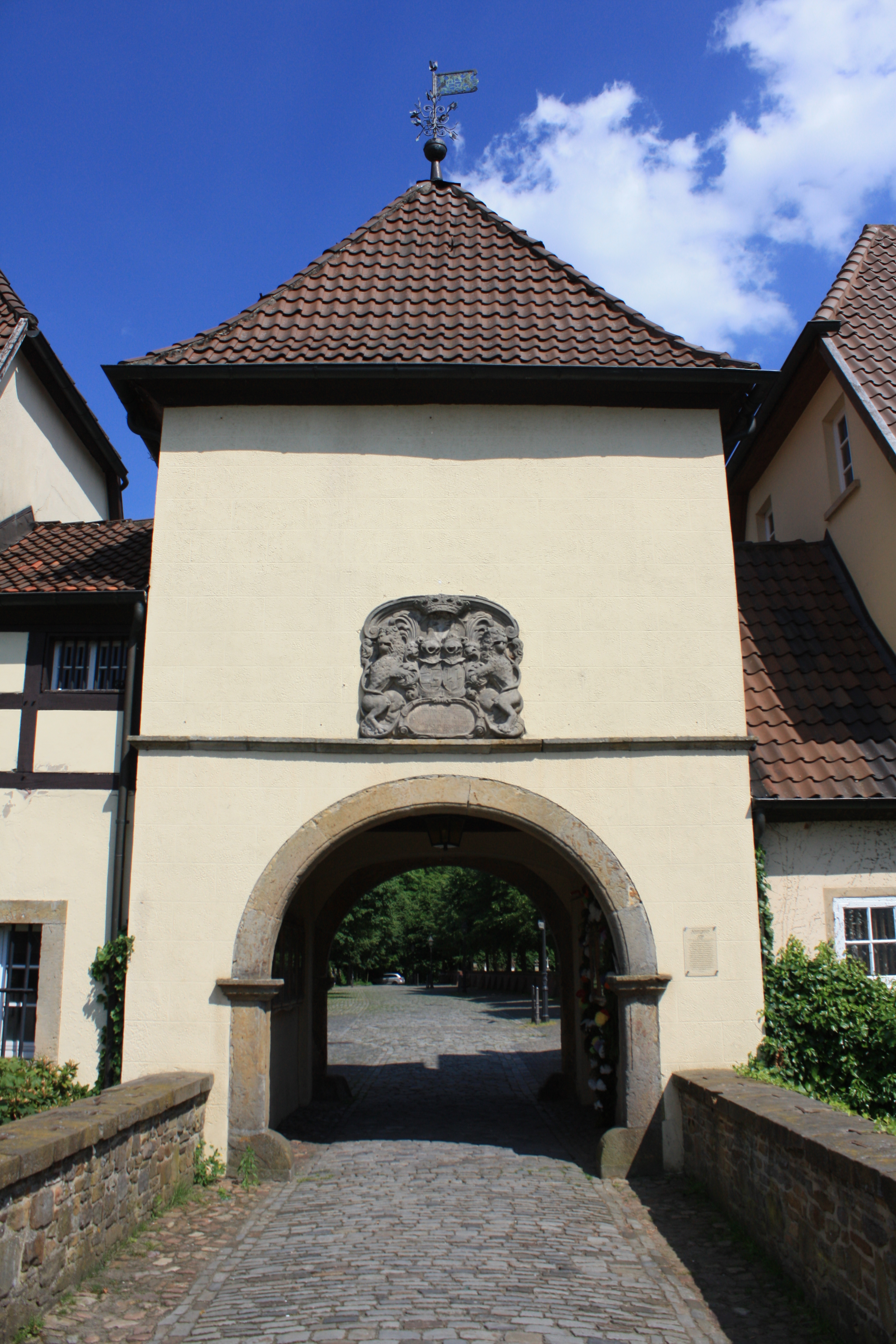
Kloosterpoort Bersenbrück
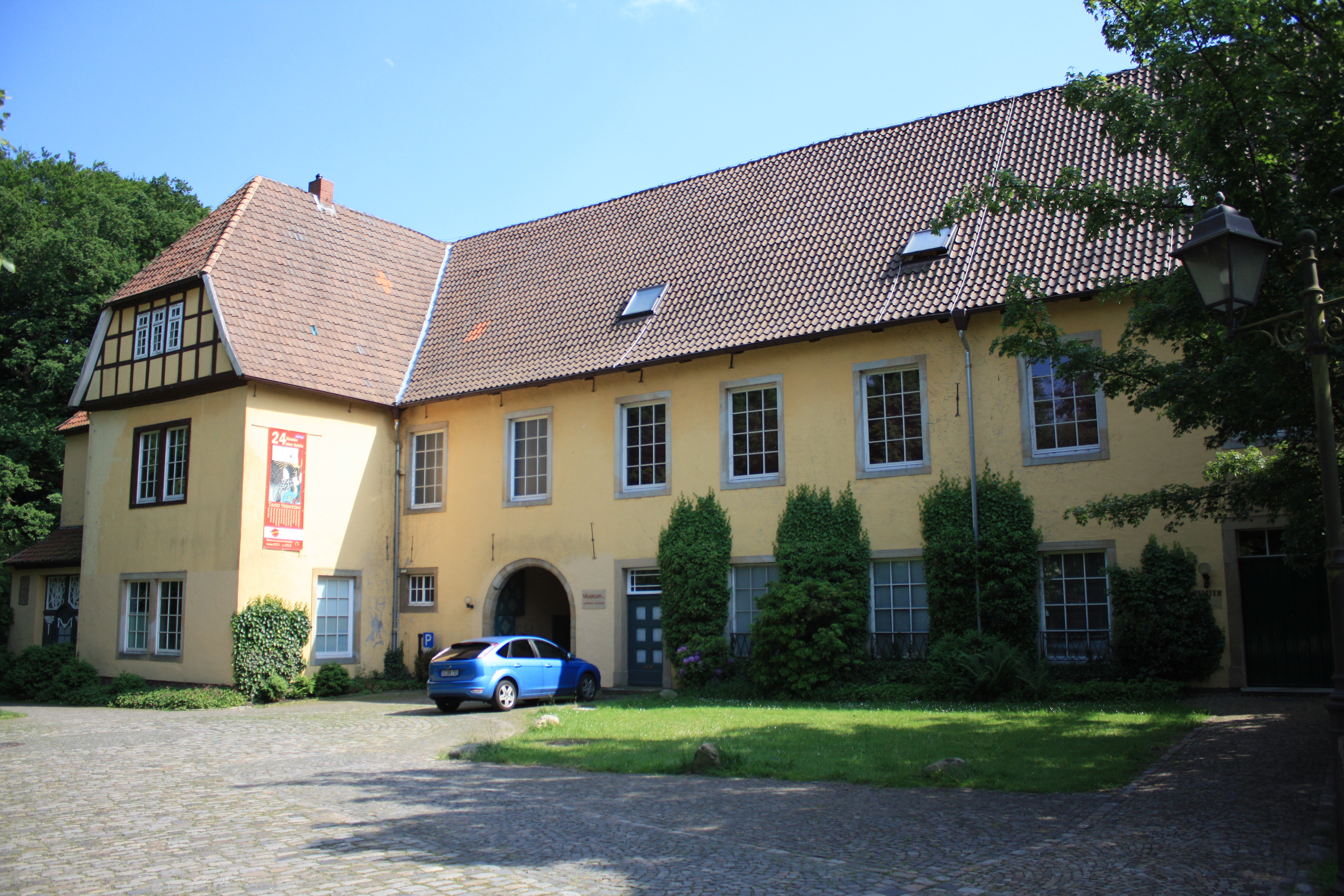
Voormalige refter van klooster Bersenbrück (streekmuseum)
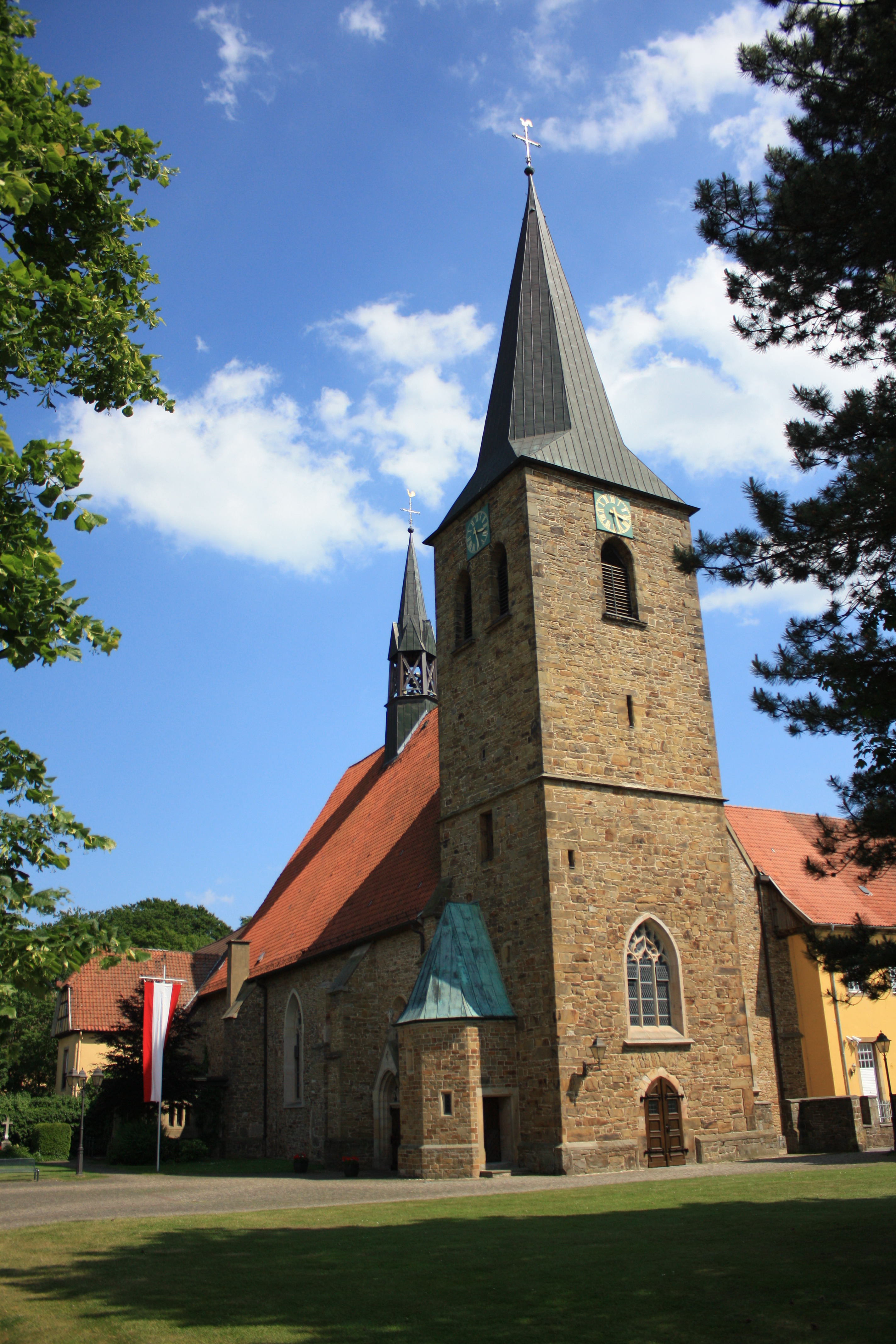
R.K. St. Vincentiuskerk, Bersenbrück
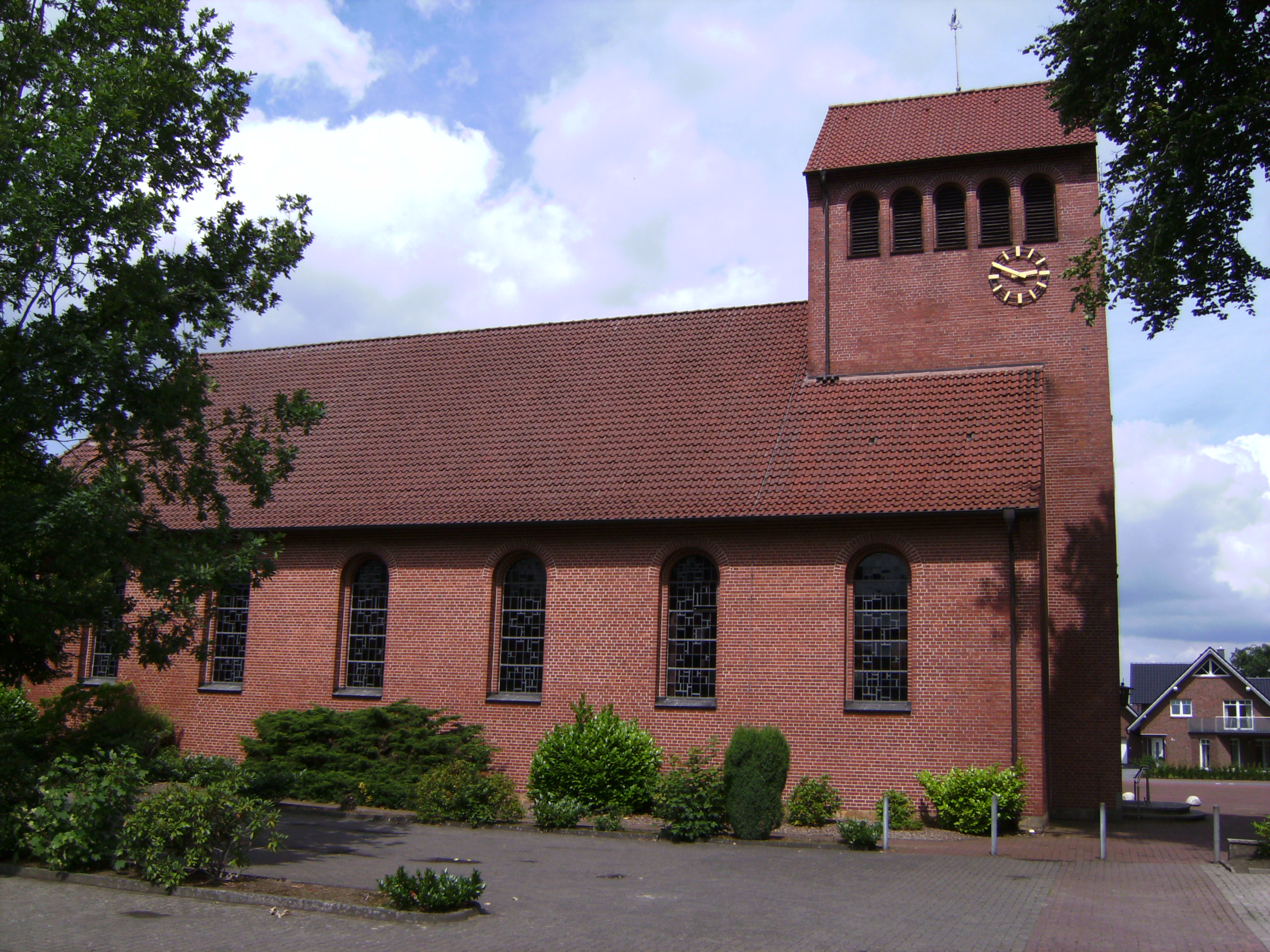
Eggermühlen, R.K. kerk Maria Hemelvaart (1957)
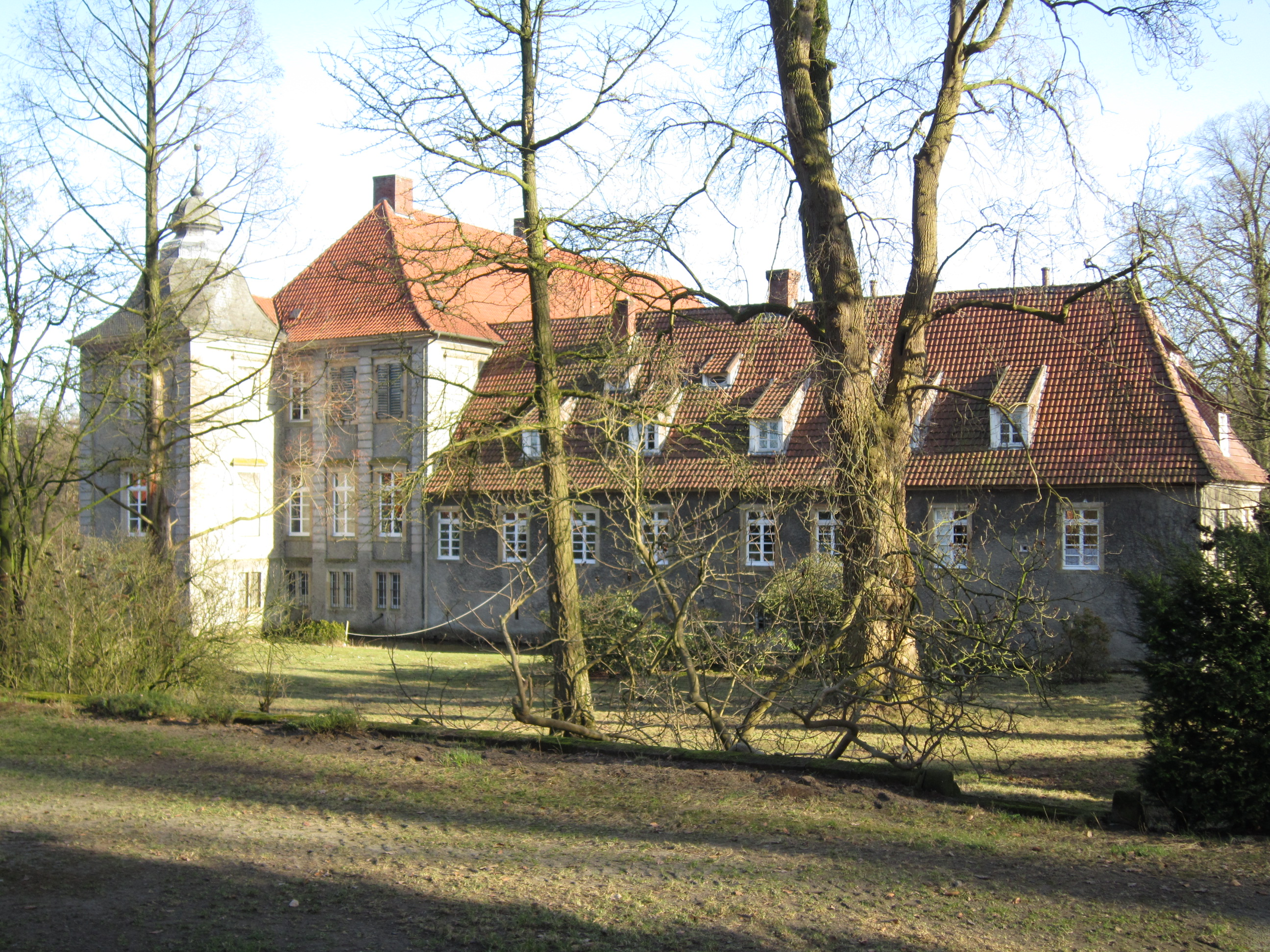
Kasteel Eggermühlen
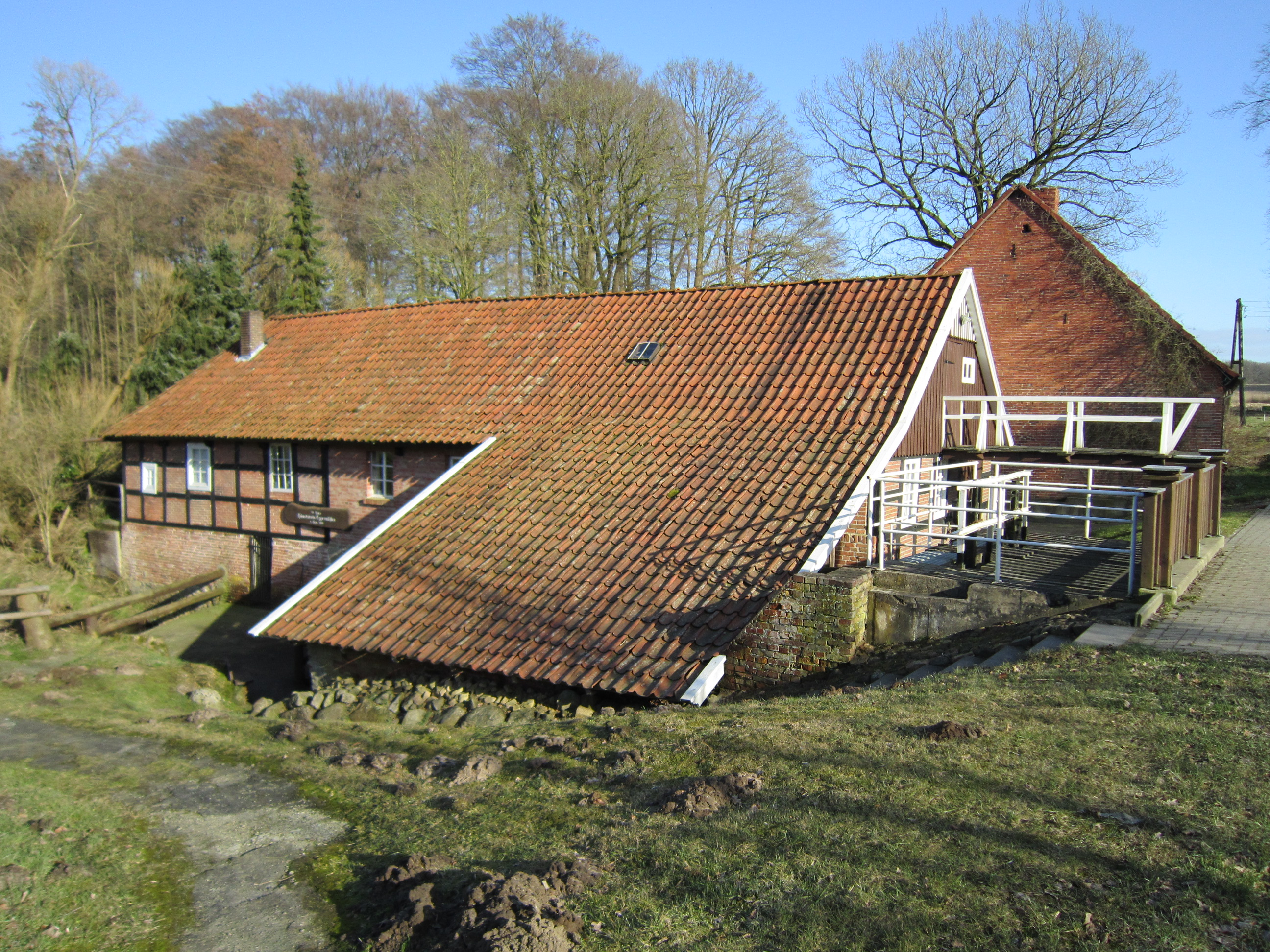
Watermolen in Eggermühlen
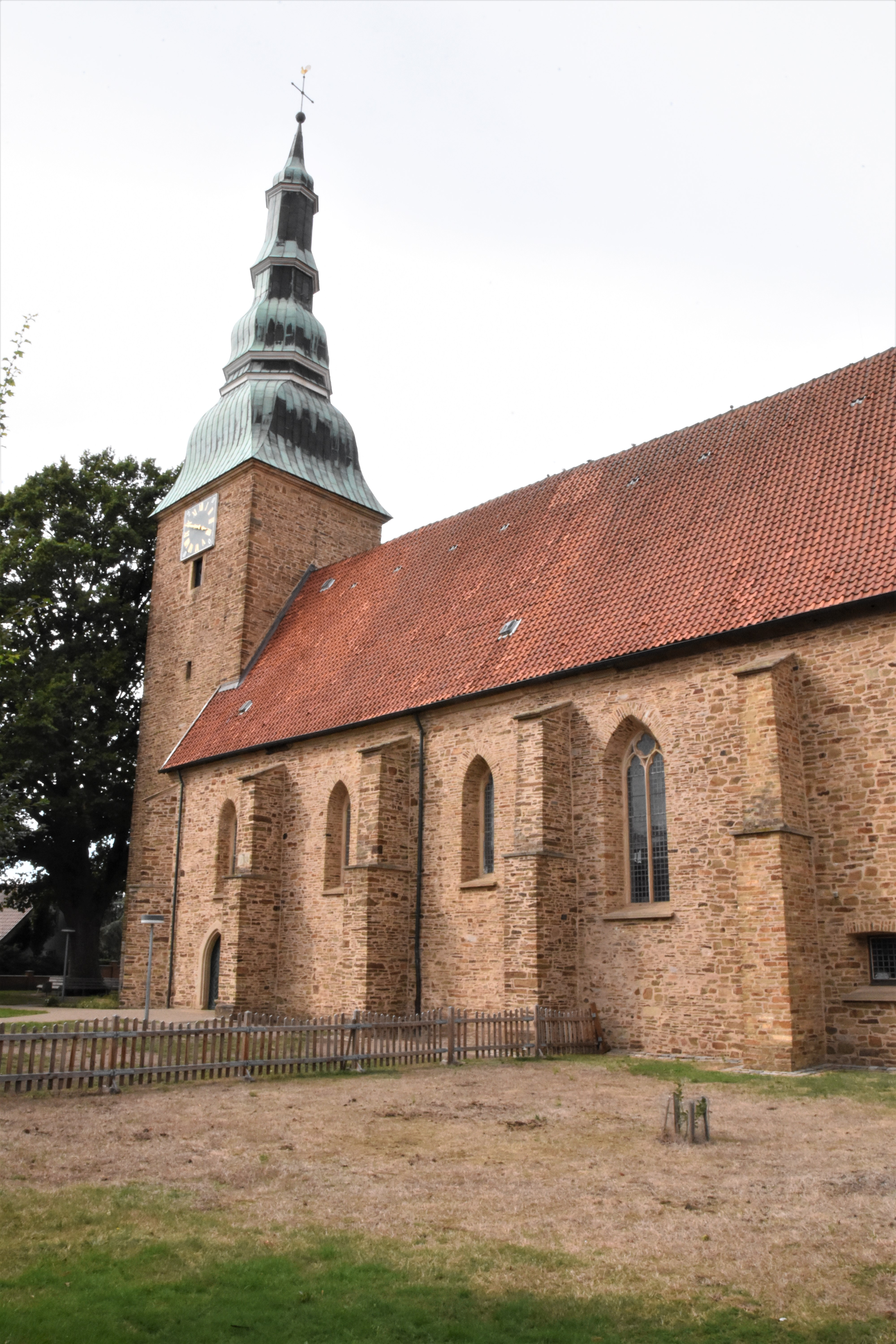
Evang.-lutherse St. Christoffelkerk in Gehrde

## Belangrijke personen in relatie tot de gemeente

### Geboren
- Franz Hecker (* 15 november 1870 in Bersenbrück; † 21 november 1944 in Osnabrück), landschapsschilder [3]
- August Benninghaus SJ (* 7 november 1880 in Druchhorn[4]; † 20 juli 1942 in concentratiekamp Dachau), Jezuïetenpater, tegenstander van het nazi-regime, in 1941 door de Gestapo gearresteerd, na marteling door de SS uiteindelijk van honger omgekomen in Dachau.
- Hermann van Pels geboren te Gehrde op 31 maart 1898, overleden in 1944 in concentratiekamp Auschwitz, Joods onderduiker, buurman van Anne Frank
- Hermann Auf der Heide (1932-2006), beeldhouwer, geboren en overleden te Alfhausen
- Hans-Gert Pöttering (* 15 september 1945 in Bersenbrück-stad) politicus voor de CDU, van 2007 - 2009 voorzitter van het Europees Parlement.

## Partnersteden
- Tinténiac, Bretagne, Frankrijk, sinds 2000 (specifiek van Bersenbrück)
- Gryfino, Polen, (tot 1945: Greifenhagen), sinds 2000 (specifiek van Bersenbrück)
- Ruma (Servië), sinds 2017
- La Meignanne (Frankrijk), sinds 2002 (specifiek van Alfhausen)
- Widuchowa (Polen, sinds 2002 (specifiek van Gehrde)
- Světlá Hora in Tsjechië  (specifiek van Rieste).

Alfhausen · 
Ankum · 
Bad Essen · 
Bad Iburg · 
Bad Laer · 
Bad Rothenfelde · 
Badbergen · 
Belm · 
Berge · 
Bersenbrück · 
Bippen · 
Bissendorf · 
Bohmte · 
Bramsche · 
Dissen am Teutoburger Wald · 
Eggermühlen · 
Fürstenau · 
Gehrde · 
Georgsmarienhütte · 
Glandorf · 
Hagen am Teutoburger Wald · 
Hasbergen · 
Hilter am Teutoburger Wald · 
Kettenkamp · 
Melle · 
Menslage · 
Merzen · 
Neuenkirchen · 
Nortrup · 
Ostercappeln · 
Quakenbrück · 
Rieste · 
Voltlage · 
Wallenhorst